# 幸福実現党

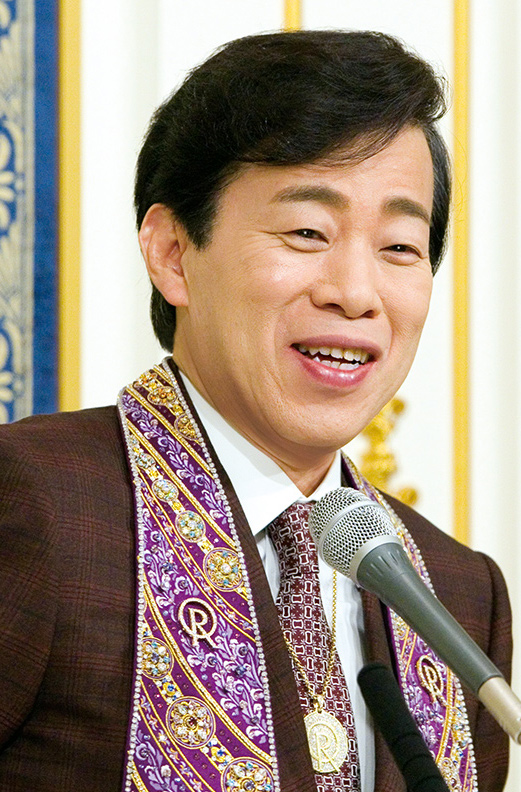
創立者：大川隆法（2015年2月15日）

幸福実現党（こうふくじつげんとう、英語: The Happiness Realization Party、略称: HRP）は、2009年に設立された日本の政治団体。略称は幸福党、幸福。宗教法人幸福の科学を母体とする宗教政党であり、政治と宗教が互いを補完し合う宗教立国を目指す。
創立者で総裁の大川隆法の「霊言」を政策の参考にし、特に外交では大川総裁により公開される、各国首脳の守護霊の「本音」を国際世論に働きかけることもある。右派・保守的な政策「小さな政府」「国防強化」「憲法9条改正」「南京事件や慰安婦問題の否定」「LGBTQ（性的少数者）の権利拡大抑止」などを掲げている。2020年以降の新型コロナウイルス感染症（COVID-19）の流行について、新型コロナウイルスは中国の生物兵器であるとし、ワクチン接種証明書には「感染症対策の効果に疑念がある」などの理由で反対した。2022年、「ロシアのウクライナ侵攻」では、ロシアの立場に同調し、ウクライナのゼレンスキー大統領を批判した。2011年からはアメリカの保守合同イベント「保守政治活動協議会（CPAC）」に10年連続で幹部が登壇するなど、アメリカの右派と連携し、日本における政治的正当性や人気を高めている。
国政選挙の得票数は、2009年の総選挙では比例区の合計得票数は約46万票だったが、2022年は約15万票程度であり、得票率も衆参両選挙ともに、1%を割り込んでいる。国政選挙における候補者の当選歴はないが、地方選挙では議席があり、2025年4月現在、52人の市町村議会議員がいる。

## 概要
2009年5月23日、宗教法人「幸福の科学」は政界への進出を試み「幸福実現党」を結成した。大川隆法の著書『幸福実現党宣言』を立党の指針書とする。
全国政党を標榜しており、全国47都道府県全てに支部や拠点を持つ。2019年まで8度の国政選挙（衆議院議員総選挙及び参議院議員通常選挙）と全国各地の地方選挙に公認候補者を擁立しているが、選挙で国会議員（衆議院議員及び参議院議員）を輩出するには至っていない。2010年5月から12月まで参議院議員の大江康弘が在籍しており、その間は国会に議席を確保していた。
地方議員では2014年に富山県小矢部市議会選挙で無投票当選した中野留美子を皮切りに当選者を出しており、2025年4月までに当選した地方議会議員選挙公認候補の合計は延べ110人となっている。

## 設立、歴史
1986年の教団「幸福の科学」設立当初から、教えのなかに社会的問題意識と日本の繁栄・優秀性の主張があった。1990年代から自民党を通じて国政に影響を及ぼそうとし、三塚博（当時、政調会長）や丸川珠代、穴見陽一、森田健作千葉県知事の応援などを行ってきた。1995年7月10日、東京ドームでの御生誕祭で、幸福の科学政権の樹立を目指すとして三塚を推薦することを発表し、8月には幸福の科学出版から『三塚博総理大臣待望論』が刊行され、8月8日に日比谷公園の野外音楽堂で出版記念フェスティバルが開催された。政党結成前の2009年4月、大川総裁は説法で「憲法の天皇制や9条、信教の自由の問題点」に触れ、「宗教と政治は補完しあうべき」と述べていた。
2009年、独自政党を結成して政権を取るスタイルに転換した。2009年8月30日、第45回衆議院議員総選挙に自民党・民主党を超える計337名（比例区49人、小選挙区288人）の候補者を擁立し、全員が落選した。大川総裁も、「幸福実現党総裁」に就任して近畿比例区1位で出馬したが、比例区における政党の得票数は約46万票だった。候補者337名のうち、75.4％の254名は教団職にあるか経験者であり、その多くは各地方の支部長や教団施設職員であった。年齢は、40代後半から50代前半が多く、1991年の東京ドームに5万人を集めた「エル・カンターレ宣言（生誕祭）」や「講談社フライデー事件」で世間の注目を集めた頃に入局した人が、教団の要職として出馬したと推測された。候補の中には、発明家のドクター・中松や、「ザ・ブルーハーツ」のベーシスト河口純之助、漫画家のさとうふみや（『金田一少年の事件簿』の作者）などもいた。候補者全員が法定得票数に達しなかったため、計11億5800万円（比例代表600万円×49名、小選挙区300万円×288人）の供託金が没収された。
翌年、2010年の第22回参議院議員通常選挙の比例区における、政党の得票率は0.39%で約23万票だった。以降も国政選挙のたびに候補者を擁立し、9度の選挙で延べ約660人を擁立したが、国政では議席を獲得できていない。2022年の第26回参議院議員通常選挙の比例区における政党の得票数は約15万票だった。地方選挙では議席があり、2025年4月現在、52人の市町村議会議員がいる。

## 組織
2009年の結党時には東京・銀座に党本部を置いていたが、2012年5月に東京メトロ溜池山王駅の近くにある幸福の科学のユートピア推進活動館に党本部を移転した。
2021年の党員は約22万人で、政党収入額は約11億円だった。収入の内訳は、党費または会費が約3.5億円、祭政一致研修などが約6億、書籍やグッズの販売、寄付などが約1億円となっている。
党には、党の理念と綱領、政策に賛同する18歳以上の人間であれば入党できる。党費（年額 一般党員5,000円、特別党員10万円以上、家族・学生党員2,000円）を入金した日から1年間党員資格を有する。また、党員には党機関紙が送付され、党員限定コンテンツ（動画など）の閲覧ができる。

## 政策
「幸福の科学」の教義には、日本は、至高神である大川隆法が肉体を持って現れた国であり、その教えに従って世界のリーダーになるという独特なナショナリズムを含んでいる。しかし教団が「保守」「愛国」を表明し、「反共産主義」「国防強化と核武装」「従軍慰安婦や南京大虐殺の否定」などの極端に右派・保守的な発信を本格化させたのは、2009年に幸福実現党を結成し、政界に進出し始めてからだった。党のマニフェストでは、「核攻撃を仕掛けてくる北朝鮮や中国との対決に備えて、日本を再武装させること」や「海外移民を受け入れて人口を3億人にし、日本経済を世界一にすること」ことなどを掲げ、「LGBTQの権利拡大抑止」「新型コロナウイルスは中国の生物兵器」なども主張している。

### 2022年 主要政策
2022年4月に発表された主要政策『国家存亡の危機―この国に「精神的支柱」を』によれば、幸福実現党は『「大和の心」を取り戻すとき』を掲げ、「自由・民主・信仰」を政治の基本原則とし、勇気をもって何が善で何が悪かを判断することとしている。その政策集には、7つの柱「中国の悪事から日本と世界を守る（中国政府による人権弾圧行為をジェノサイドと認定。憲法9条を改正し、国防軍を組織）」「無駄な役人や役所 を今すぐ“減量”（小さな政府を目指す）」「バラマキやめて『勤勉革命』（税金を安くし、自助の精神を取り戻す）」「先進国を没落させるグレタ教にNO（CO2地球温暖化説は嘘。原発再稼働を推進）」「監視強化の流れに歯止めを（マイナンバー制度やデジタル教育の見直し）」「コロナ戦争に打ち勝つ（新型コロナは中国による生物兵器。中国の責任追及こそ最大の感染症対策）」「LGBTQの安易な権利拡大に抑止を（伝統的な家族観や結婚観を大切にする。贈与税・相続税の廃止）」を掲げている。

### 「新・日本国憲法試案」
幸福の科学が目指すのは、大川総裁を地球至高神「エル・カンターレ」とする宗教国である。憲法改正論議については賛成の立場であり、結党直後の2009年6月15日に発表した「新・日本国憲法試案」をベースとする憲法改正を目指している。国政選挙に立候補・出馬する日本の政党の中で唯一、「議院内閣制の廃止」と「大統領制の導入」を掲げている。

#### 大統領制の導入と天皇制の維持
「新・日本国憲法試案」は、新設する大統領を元首と定める内容で、全16条のうち4条を大統領関連の条文が占める。一方で天皇制（皇室制度）に関する記述は1条しかなく、「その他の文化的伝統は尊重する」と一括りにしている。そのため、発表直後は、右翼による街宣活動などが行われた。しかし、教団側は撤回せず、大川総裁の霊言本『明治天皇・昭和天皇の霊言』を出版し、その後も複数の皇族の霊言を発表している。

## 活動

### YouTubeでの発信
2009年の衆院選前、YouTubeに「幸福実現党チャンネル」を開設し、SNSを活用する政治メッセージの発信に力をいれた。特に2020年アメリカ合衆国大統領選挙からYoutubeでの発信に力を入れ、信者ではないが政策を支持する人が増えている。
- 2009年7月1日、初めて公開した動画は『北朝鮮、核ミサイル発射！！』『北朝鮮が韓国・日本を侵攻する日』など北朝鮮関連のシミュレーション動画であり、2010年には『中国が尖閣・沖縄を侵攻する日』を公開し、各々50 - 150万再生のヒット作になっている[11][PR 31]。
- 2013年、マスコミが伝えない「事実」を報じるために、幸福の科学のYoutubeチャンネル「THE FACT」が開設され、最初に公開されたのは、従軍慰安婦像の設置を批判する動画の予告編だった[11][PR 32]。
- 2016年、沖縄の米軍・高江ヘリパッド建設に反対する住民に、機動隊員が「土人」などの差別的な暴言を吐いたことが問題視された時は[47]、直後に別日に反対派の市民が沖縄防衛局職員を取り囲んでいる映像を公開し、約140万回再生のヒットとなった[11][4][PR 32]。

### 日中関係、中国共産党批判
2010年、幸福実現党の「国際平和シンポジウム」で、イリハム・マハムティ日本ウイグル協会代表や評論家の石平が講演し、機関誌『ザ・リバティ』やSNS、Youtube等で、中国共産党批判として中国の民族問題や人権問題を発信することを始めた。また釈量子党首は、2013年に世界ウイグル会議議長であったラビア・カーディルにインタビューし、2014年にトゥール・ムハメット（2015年に日本ウイグル連盟会長に就任）と対談した。台湾（中華民国）との友好親善関係を重視しており、日台国交回復と日台同盟の樹立を目指す、との方針を示している。2021年12月7日には党日台友好議員連盟（会長：古川一美・茨城県古河市議会議員）を設立。党役員や所属議員が台湾を訪問したり、国内においては台北駐日経済文化代表処や台湾華僑の団体等と接触したりしている。1972年の日中国交正常化に伴う日台国交断絶は誤りであったと主張、以後民間交流で成り立っている脆弱な日台関係に法的根拠を付与するものとして新たに日本版「台湾関係法」の制定を掲げ、その試案を公表している。

### アメリカの保守派との関係
2021年、ドナルド・トランプが演説したアメリカの保守合同イベント「保守政治活動協議会（CPAC）」に、幸福実現党の初代党首で信者の饗庭直道（現：あえば浩明）が登壇し、海外のメディアでも幸福の科学とQアノンとの関係が取り上げられた。饗庭は、2011年から10年間、大川総裁に派遣されて共和党の祭典であるCPACに参加し、アメリカの著名な保守派との関係を築いてきた。饗庭は、大川の政治的野心の中心人物であり、右派政治団体の日本保守連合（JCU）の会長として、百田尚樹や田母神俊雄など「日本の保守の大物」が参加するJ-CPACの開催を主導した。 幸福実現党は、近年、スティーブ・バノンなどアメリカの右派の人物と連携することで、日本においての政治的正当性を高めている。

### 慰安婦問題
- 2014年、幸福実現党が後援団体の1つである団体「論破プロジェクト[54]」が、フランスのアングレーム国際漫画祭に、従軍慰安婦を捏造だと主張する漫画を出品しようとして、騒ぎになった[55][PR 41][PR 42]。この件について産経新聞が報じると、自民党の片山さつき議員が共鳴し[4][56]、自身のYoutubeで論破プロジェクト代表の藤井実彦、テキサス親父事務局長の藤木俊一と座談会を行った[11][57]。論破プロジェクトの藤井代表は、幸福の科学の信者であり、プロジェクトの賛同人には、信者で漫画家のさとうふみやもいる[11][58][PR 43][PR 44]。

- 2014年4月12 - 13日、幸福の科学ロンドン支部で、「『従軍』慰安婦の真実」パネル展を開催し、幸福実現党の及川外務局長による講演を行った[PR 45]。
- 2014年5月、幸福実現党は、1993年の「河野談話」に抗議するデモを行い、息子の河野太郎衆議院議員の自宅前でシュプレヒコールを上げ、抗議文を投函したが、別の河野宅であったことをTwitterで河野太郎に指摘された[11][59][60]。
- 2016年、ジュネーヴの国連欧州本部での女子差別撤廃委員会で、釈量子党首は、なでしこアクションの山本優美子代表（元在日特権を許さない市民の会事務局長）、杉田水脈衆議院議員とスピーチを行い、正しい歴史認識を求めて、従軍慰安婦の強制連行や性奴隷説を否定した[11][4][61][PR 2]。

### 原子力・エネルギー政策
日本の経済成長とエネルギー安全保障の観点から、自立した純国産エネルギーである原子力の活用は必要不可欠であり、原子力発電所を稼働させるべきである、と主張している。2011年5月、福島第一原子力発電所事故の後、幸福実現党は「原発推進」「菅直人首相退陣」を求めるデモを行った。また、7月に発表した主要政策では「原子力エネルギーの利用推進」「核抑止力強化（核武装の検討）」を掲げた。既存の原子力発電所の再稼働と新増設の実現を推進する立場をとっており、2025年6月17日、松澤力・薩摩川内市議会議員を代表とする「幸福実現党　原子力発電推進議員連盟」を設立。同日、松澤代表が鹿児島県知事宛てに「川内原子力発電所1・2号機の安全な継続稼働と更に安全性の高い新たな原子力発電所の増設等を求める要望書」、壹岐愛子・党政調会エネルギー部会長（党神奈川県本部統括支部代表）が内閣総理大臣宛てに「日本の経済成長とエネルギー安全保障のため、全国の原子力発電所の速やかな再稼働と新増設を求める要望書」をそれぞれ提出した。政府が推進する太陽光発電や風力発電などによる再生可能エネルギー普及や、温室効果ガス排出削減のため化石燃料使用を抑制する「パリ協定」に基づいた脱炭素化政策は世界の潮流から取り残されており、国富を喪失し国民に新たな負担を強いることにつながる、との認識からこれらに歯止めをかけるべきであるとの姿勢を示している。メガソーラーは環境破壊を招くものとして建設規制を主張、「再エネ賦課金」の徴収や「化石燃料賦課金」の導入は事実上の増税であるとしてこれらに反対している。

### ロシアのウクライナ侵攻
2022年3月、ロシアのウクライナ侵攻について幸福実現党は声明を発表し、今回の戦火は「ウクライナのゼレンスキー大統領が招いた失策」であり、ロシアの侵攻に対するウクライナ側の防衛戦を「越権行為」として、ロシアの要求に従うように求めた。大川総裁も、プーチン大統領やゼレンスキー大統領の守護霊にインタビューした内容を緊急出版し、プーチン大統領をエル・カンターレ（大川隆法）を称える「光の天使」の陣営と位置づけた。

### 性的マイノリティー、LGBTQ
行き過ぎた性の多様化については抑制すべきである、との立場をとっている。2022年9月、栃木県本部代表の石川信夫栃木県下野市議は、市議会で「パートナーシップ宣誓制度」導入に反対の意思を示し、LGBTQの人たちについて「できたら静かに隠して生きていただきたい。その方が美しいし、社会に混乱が起きないと思う」と発言した。また市長の答弁に対して「市長は人権と言いますけれども、人権の上に神権というものがある、神様の権利があることを忘れちゃいけません。差別をしているんじゃない、区別をしたんだと。男女を区別をしたんだということ、これを忘れてはいけない」と主張した。石川市議は、幸福実現党の栃木県本部代表で、2022年4月の市議選（定数18）で842票を獲得し、11位で2期目の当選をしている。LGBTの行き過ぎた権利拡大の見直しを図り、LGBTについて政治的アプローチのみならず宗教的視点から検討すべきである、との立場から、2025年6月25日「党 宗教的な視点からLGBT問題を考える連絡会議」（代表：野原洋子・埼玉県宮代町議会議員）を設立した。

### 新型コロナウイルス感染症
「新型コロナウイルスは中国の生物兵器」とし、中国の責任追及こそ最大の感染症対策）であるとしている。党の機関誌では、食べ物や感謝の心で免疫力が上がると指摘し、オリゴ糖を摂ることや神様に感謝することを勧めている。ワクチン接種証明書について、「感染症対策の効果に疑念がある」「基本的人権が侵害される」「全体主義への道となる」などの理由で反対している。

### 有志信者による活動の広がり
- 2012年、党員の歌手TOKMAが、尖閣諸島に上陸し、党の応援ソングを歌い、その様子を動画で配信した[4][66][67]。TOKMAは、軽犯罪法違反で書類送検され、後に不起訴になった[11]。党は、あくまで個人の行動としつつ「日本の領土主権が脅かされている中、日本国民としての、やむにやまれぬ思いに駆られての行動と推察する」とのコメントを発表した[68]。また、教団メディアの『ザ・リバティウェブ』では、この行動について「愛国無罪」とし、「愛国心に基づいて日本の領土を守るという行動は無罪であり、中国人の破壊行為とは全く違うという意味合いであると考えます」と説明した[68][PR 56]。2016年、TOKMAは第24回参議院議員通常選挙に、幸福実現党の比例代表として出馬したが、タレントのテレンス・リーと関係者2人が、TOKMAの応援演説をする見返りに陣営関係者から現金5万円を受け取るなどしたとして、警視庁に逮捕された[69][70]。幸福実現党の本部も公職選挙法違反（買収）容疑で家宅捜索され、党の広報担当部長1人に、懲役1年・執行猶予3年の有罪判決が言い渡された[71]。党や教団は「強い政治的意図を感じる[PR 57]」、「（党本部という）宗教の聖域に世俗権力がみだりに立ち入ってはならない[PR 58]」とコメントした[72]。
- 2020年、アメリカ大統領選の前後、日本の各地で行われたトランプ応援デモに、「幸福の科学」「法輪功」「統一教会分派のサンクチュアリ教会」の有志団体などが参加した[73][74][75][76][11][22]。日本でアメリカ大統領選の不正などの政治的な陰謀論を信じ込む「Jアノン」は、反中国共産党の傾向が強く、「中国の覇権主義と戦うトランプを支持する」といった内容のシュプレヒコールや演説も行われた[73][75][76]。東京で活動する「トランプ・サポーター・イン・ジャパン」は、教団信者で幸福実現党党員である古山貴朗の団体[74][77]、「チェンジジャパン」は、幸福実現党の外務局長・及川幸久と、幸福の科学広報局職員・与国秀行の団体[PR 59]、名古屋で活動する「不滅の正義を守る会」は幸福実現党の石田昭の団体である[PR 60][11]。2020年11月25日のデモで、与国は「アメリカでトランプが今、ディープステート（闇の政府）と闘っている。私達日本人もまた闘わなければならないときに来ています」と演説した[76]。2021年1月6日のデモでは、先頭の教団関係者が「ウィズ・セイビア！（救世主=大川隆法とともに）」と拡声器を使って呼びかけ、サンクチュアリ教会関係者などを含むデモ隊も、それに応えてコールした[11]。

- 2021年12月12日、東京都内で「北京冬季五輪ボイコット」の集会とデモが行われた際は、幸福の科学、法輪功、サンクチュアリ教会の有志信者などが参加した[49][78][79]。集会では、「人権侵害国家である中国に五輪開催の資格はない」という趣旨の決議文や、自民党の国会議員4人（杉田水脈、三ッ林裕巳、山田宏、和田政宗）の応援メッセージが読みあげられた[11][49]。教団の信者も登壇し、信仰に基づいて中国共産党と戦う決意を語った[49]。
- 2021年8月、幸福の科学広報局職員・与国秀行が代表を務める団体「武士道」が、「在日特権を許さない市民の会（在特会）」と合同で街宣活動を行い、在特会が「殺せ」「ゴキブリ」などのヘイトスピーチを行った[11][80]。また、与国は、マスクやワクチンは有害無益であり、コロナの死者は水増しされているとして、目覚めをうながした[11][PR 61]。
- 与国と幸福実現党の外務局長・及川幸久は、教団とは別の活動としてYoutubeやニコニコ動画などでも反ワクチン思想や陰謀論などのメッセージを発信し、与国は陰謀論を発信する朝堂院大覚の動画にも出演している[PR 62][PR 63][PR 64][11]。
このような活動は、幸福の科学の教義から大きくはみ出しているが、一部の信者たちは熱心に活動を続けている[11]。

### その他
- 2016年、東京都知事選で幸福実現党の候補者・七海ひろこが、通行人とハグをする「ハグ作戦」や記念撮影を行い、注目を集めた[81][82]。

## 選挙の歩み

### 2009年
結党時
- 5月23日：結成。饗庭直道が党首に就任。
- 5月25日：鳩山邦夫総務大臣（麻生内閣）に政治団体として届出。虎ノ門パストラルホテルで結党記者会見を行う。会見では、2009年に行われる第45回衆議院議員総選挙で300小選挙区と11の比例区全てに候補者を擁立する方針を表明。饗庭直道を党首とし、会見で同時に発表された1次公認候補17名の内、党首代行の大川きょう子が東京都第10区、幹事長の佐藤直史が東京都第12区、漫画家のさとうふみやが福岡県第8区、元THE BLUE HEARTSメンバーの河口純之助が比例東京ブロックより立候補する方向で調整が行われていると報じられた[83][84][85]。
- 5月27日：ホテルパシフィック東京で立党決起大会を開催。
- 5月31日：大川隆法が大阪市において18年ぶりにマスコミを前に講演を行った。結党理由については「安倍晋三さんや麻生太郎さんを応援してきたが、この体たらくでは無駄であると考えた」と説明。また立党決起大会に続き改めて全国全ての選挙区と比例区に候補者を立てるとし、衆議院第一党を目指す考えを明らかにした。党の対北朝鮮政策としては、「金正日の守護霊」と称する者と対話し、守護霊が「核の力で3年以内に韓国を併合し、日本向けのミサイルは日本を怖がらせ米国の気力をそぐ陽動作戦」と語ったことを紹介し警戒感を示した。政教一致に対する問題については「政治は宗教と独立して離れて存在するものではない」として反論した[86]。
- 6月4日：党首を饗庭から大川きょう子に交代[PR 65][87]。
- 6月21日：大川隆法が『新・日本国憲法試案』[PR 66]を発表[PR 67]
- 7月22日：大川隆法が党総裁に就任。
- 7月29日：ドクター中松を党特別代表として招聘。大川きょう子の役職異動により党首が空席となる。

地方選挙
- 都議選に10選挙区で候補者を擁立したが、立候補者全員が最下位で落選した。
- 仙台市長選挙に椿原慎一を公認・擁立したが落選した。

第45回衆議院議員総選挙（8月18日公示 30日投開票）
- 8月13日、第45回衆議院議員総選挙から全面撤退を表明した[88]が、16日には撤回[89]。
- 選挙には、候補者337名（小選挙区288人、比例代表区49人）を擁立したが、政党要件を満たしていなかったため法律上はその他の政治団体として扱われ、NHKをはじめとする放送局の討論番組にも出演できなかった。また、一部のマスメディアでは「諸派」として政党名が明確にされない状態で扱われたため「諸派」の立候補者が自由民主党や民主党のそれを上回るという事態が生じた。また、一部の選挙区では独自候補の擁立を取りやめ自由民主党および改革クラブの候補の支援を行った。
- 8月30日に行われた投開票の結果、立候補者全員が落選し全ての選挙区・比例区で供託金没収点を下回った（比例区の合計得票数は45万9387票）。そのため、11億5800万円の供託金は全額没収となった。比例区では北海道ブロックで新党本質（7,399票を上回る20,276票）を、近畿ブロックで改革クラブ（58,141票を上回る80,529票）を上回る得票を得て2ブロックでは最下位を免れたが、9ブロックで最下位となった[90]。敗因について、8月31日の声明では「立候補者名、党名の定着・浸透が不十分で、政権交代選挙の前では通用しなかったため」とすると共に「選挙区によっては、母体である幸福の科学の信者数にもはるかに届かない得票数もあり、信者の信仰と政治選択に分離があるものと思われました」とも述べている[91]。(比例：0.65％、選挙区：1.53％)
- また、与党・自由民主党を離党してみんなの党を結党した渡辺喜美の栃木県第3区で、与党が代わりの候補を擁立できない与党空白区となり、共産党も擁立しない共産空白区となり、他の政党も軒並み擁立を見送ったために衆議院議員選挙としては戦後初の無投票当選の可能性もあったが、幸福実現党が候補を立てたため実現しなかった。栃木3区では無効票が1万514票（無効投票率は6.57%）となり、幸福実現党候補の得票である7024票より無効票が多い事態となった。

- 9月2日：空席だった党首ポストに本地川瑞祥が就任。
- 9月12日：木村智重が党首に就任。大川隆法が党総裁を辞任。

第20回参議院議員補欠選挙
10月8日、第20回参議院議員補欠選挙に、神奈川と静岡に2人の公認候補を擁立するも、2人とも落選（神奈川 1.2％、静岡 1.12％）。

### 2010年
- 4月15日：小林早賢が党首に就任。
- 4月21日：石川悦男が党首に就任。大川隆法が党名誉総裁に就任。
- 5月14日：旧改革クラブ所属で新党改革への参加を拒否した大江康弘参議院議員が入党し、幸福実現党は国会での初の議席を獲得する[92]。

第22回参議院議員通常選挙（6月24日公示 7月11日投開票）
- 候補者24名（選挙区19名、比例代表区5名）を擁立。2010年1月当初は、全都道府県の選挙区と比例区への候補者の擁立を予定していたが、4月21日に石川悦男が党首に就任したとき、選挙区への候補者を17名に絞り込むことが発表された。今回は大江議員がいたため、先の選挙のように党名を報じず「諸派」で代用するメディアは減った。しかしながら、票の獲得には結びつかず立候補者は全員落選し、立候補した全ての選挙区・比例区で供託金没収点を下回るという結果となった（選挙区で291,810票・得票率0.50%、比例代表で229,026票・得票率0.39%）。党は今後も党勢拡大に努める方針を明らかにしていた。

- 7月20日：立木秀学が党首に就任。

第45回衆議院議員補欠選挙
- 10月24日、衆院北海道5区補欠選挙に公認候補者森山佳則を擁立するが、落選（2.09％）。

- 11月28日：沖縄県知事選挙に公認候補者金城竜郎を擁立するが、落選。
- 12月27日：沖縄県知事選挙などの方針を巡って大江が離党し、再び国会での議席数がゼロとなった[93]。

### 2011年
- 2月28日：ドクター中松が特別代表を退任。

統一地方選挙
- 4月10日：24日に投票が行われた統一地方選挙に、品川区議会議員選挙などに公認候補者8名を擁立するも全員落選した。推薦候補者は一部当選（後に公認候補となる）。
- 4月24日：衆院愛知6区補欠選挙で公認候補者福原真由美を擁立するが落選（4.7％）。

### 2012年
- 4月15日：鹿児島市議会議員選挙に公認候補松沢茂を擁立したが、落選。
- 4月24日：党本部を中央区銀座から港区赤坂に移転。
- 10月28日：鹿児島県3区補欠選挙に公認候補者を擁立したが、落選（2.0％）。
- 11月11日：栃木県宇都宮市長選挙に党栃木県本部幹事長河内宏之（第45回衆議院議員総選挙栃木県第1区党公認候補）がLRT反対を掲げて無所属で立候補したが落選（2人中2位）[94]。

2012年東京都知事選挙（11月29日公示 12月16日投開票）
- 青年局長のトクマを擁立したが、落選（得票率0.72%）[95]。

第46回衆議院議員総選挙（12月4日公示 16日投開票）
- 選挙区20名、比例代表42名計62名を擁立した[96]。第45回衆院選と同様、政党要件を満たさない中での選挙となったため「諸派」扱いとなり一部のメディアで他の政治団体と別枠で候補者数が記載されたが、党の政策には触れられず地上波の討論番組にも出演できなかった。選挙期間中に党役員が出演できたのは党首の立木秀学が出演したBS11の本格報道 INsideOUTのみであった。
- 12月16日の投開票の結果、立候補者62名（選挙区20名、比例代表区42名）全員が落選した。なお比例代表の総得票数は216,150票（0.36%）（選挙区は0.1％）。これは前回の衆院選において幸福実現党が獲得した比例代表の総得票数459,387票（0.65%）の半分にも満たない結果である。

- 12月27日：立木秀学が党首を辞任。大川隆法が党総裁に、矢内筆勝が党首に就任。

### 2013年
- 4月28日：参院山口選挙区補欠選挙に公認候補者1名を擁立したが、落選（2.2％）。

第23回参議院議員通常選挙（7月4日公示 21日投開票）
- 全国47都道府県すべての選挙区[PR 68]及び比例代表に候補（選挙区47名、比例代表区3名）を擁立した。重点政策として「国防強化」「消費増税の中止」「生涯現役社会の推進」を掲げた。選挙戦の中では、矢内党首が自民党に連立を呼び掛ける（幸自連立）[97]など積極的なアピールを行ったが、結果は全敗。供託金も全没収された。比例の得票数は19万1,643票（得票率0.36%）（選挙区は1.14％）で、最低得票であった2010年参院選の22万9,026票（同0.39%）をさらに下回った。ただし得票率は前回の比率を保った[98]。選挙戦の結果を受けて、党のプレスリリースで「お詫び」を表明するとともに今後も政治活動を行う旨を表明している[PR 69]。

- 7月24日：矢内筆勝の党首辞任を受け、釈量子（本名・松根広子）が党首に選出。
- 10月13日：佐賀市議会議員選挙に公認候補古賀一政を擁立したが、落選。

### 2014年
- 衆議院鹿児島県第2区補欠選挙に松澤力・党鹿児島県本部副代表を公認候補として擁立するも落選。また、佐賀県佐賀市議会議員選挙や福島県二本松市議会議員選挙などに党公認候補を擁立したものの議席獲得には至らなかった。

- 7月27日：富山県小矢部市議会議員選挙で中野留美子を擁立[PR 70]。立候補者が定数以内だったため無投票当選し、地方議会で同党初となる議席を獲得した。地方議員1人目。
- 同日の青森県平川市議会議員補欠選挙には石田昭弘[PR 71]が無所属で立候補、投票の結果当選した。石田昭弘は、2013年7月の第23回参議院議員通常選挙に青森県選挙区から幸福実現党の公認候補として立候補し落選していた。

第47回衆議院議員総選挙（12月2日公示 14日投開票）
- 12月14日、第47回衆議院議員総選挙に公認候補者を擁立(比例代表区42名)したが、全員落選した（比例：0.49％）。

### 2015年
統一地方選挙
- 4月19日：長野県駒ヶ根市議会議員選挙において公認候補である塩澤康一が無投票で当選。地方議員2人目[PR 72]。
- 4月26日：北海道幕別町議会議員選挙で小島智恵（2期目。2011年の初当選時は無所属）、石川県津幡町議会議員選挙で井上新太郎[PR 73]、愛知県東浦町議会議員選挙で原田悦子[PR 74]、埼玉県三芳町議会議員選挙で細田三恵の4人が当選。投票があった選挙において結党以来初めて公認候補から当選者を出した。これで地方議員は合計6人になった[PR 75][99]。このほか群馬県安中市議会議員選挙で幸福実現党椎名伊香保後援会代表者の櫻井喜久江[100]が無所属で立候補し当選した。また群馬県藤岡市議会議員選挙に無所属で立候補し当選した小西貴子について、2018年4月18日付で追加公認した。

| 2015年 政令指定都市議会議員選挙 地方市町村議会議員選挙 選挙結果 | 2015年 政令指定都市議会議員選挙 地方市町村議会議員選挙 選挙結果 | 2015年 政令指定都市議会議員選挙 地方市町村議会議員選挙 選挙結果 | 2015年 政令指定都市議会議員選挙 地方市町村議会議員選挙 選挙結果 | 2015年 政令指定都市議会議員選挙 地方市町村議会議員選挙 選挙結果 | 2015年 政令指定都市議会議員選挙 地方市町村議会議員選挙 選挙結果 |
| 政令指定都市議会議員選挙 市町村議会議員選挙                     | 投開票日                                                        | 公認候補者名（太字は当選、※は現職議員）                         | 定数/候補者数                                                   | 順 位（太字は当選）                                             | 補足                                                            |
| --------------------------------------------------------------- | --------------------------------------------------------------- | --------------------------------------------------------------- | --------------------------------------------------------------- | --------------------------------------------------------------- | --------------------------------------------------------------- |
| 長野県駒ヶ根市議会                                              | 4月7日 告示日                                                   | 塩澤康一                                                        | 15/15                                                           | 無投票当選                                                      |                                                                 |
| 北海道幕別町議会                                                | 4月26日                                                         | ※小島智恵                                                       | 20/21                                                           | 第11位                                                          | 2期目 2011年の初当選時は無所属                                  |
| 石川県津幡町議会                                                | 4月26日                                                         | 井上新太郎                                                      | 16/18                                                           | 第16位                                                          |                                                                 |
| 愛知県東浦町議会                                                | 4月26日                                                         | 原田悦子                                                        | 16/18                                                           | 第16位                                                          |                                                                 |
| 埼玉県三芳町議会                                                | 4月26日                                                         | 細田三恵                                                        | 15/17                                                           | 第15位                                                          |                                                                 |
| 東京都世田谷区議会                                              | 4月26日                                                         | 曽我周作                                                        | 50/82                                                           | 第78位                                                          |                                                                 |
| 長野県長野市議会                                                | 9月13日                                                         | 高山由佳里                                                      | 39/41                                                           | 第41位                                                          |                                                                 |

### 2016年
第24回参議院議員通常選挙（6月22日公示 7月10日投開票）
- 前年の2015年12月2日、第一次候補者として徳島・高知選挙区に擁立する候補者を発表[PR 76]。同年12月18日には、第二次候補者として38の選挙区の候補者を発表[PR 77]。同年12月23日には、第三次候補者として比例代表1名と富山県選挙区の公認候補者を発表[PR 78]。2016年3月4日、第四次候補者として群馬県選挙区と山梨県選挙区の候補者を発表[PR 79]。また、比例区には2名の候補者を擁立した[PR 80]。

- 7月10日に行われた投開票の結果、選挙区45名と比例代表区2名が全員落選となり、供託金没収点も下回って全部で1億3500万円の供託金が全額没収された。

- 安全保障政策などをめぐり自民党と共通点も少なくない幸福実現党が候補擁立を見送って幸福実現党候補の票が自民党候補に上積みされれば、自民党候補が接戦で野党候補に敗れた4つの1人区の選挙区（三重県、青森県、新潟県、大分県）で勝利していた計算になることが産経新聞に報じられた[103]。

- さらに同26日、同党の公認で立候補し落選した候補者の応援演説をした見返りに、会社役員から現金5万円を受け取るなどしたとして警視庁がテレンス・リー容疑者と関係者2人を逮捕したが、それに同党が絡んでた可能性があるとして8月2日、同捜査2課が公職選挙法違反（買収）容疑で党本部を家宅捜索した[69][70][PR 58]。その後、同16日にはそれとは別件で6月下旬に渋谷区内での同じ落選者の応援演説の報酬として30万円と5万円を支払ったとしてテレンス容疑者ら3人を同じ容疑で再逮捕。11月には党の元広報担当部長1人に、懲役1年執行猶予3年の有罪判決が言い渡された[71]。同党は「強い政治的意図を感じる[PR 57]」「（党本部という）宗教の聖域に世俗権力がみだりに立ち入ってはならない[PR 58]」「このような事案での再逮捕・長期勾留は人権侵害であり、民主主義の危機を感じる」とコメントしていた[104]。

衆議院補欠選挙
- 4月24日投開票の衆議院補欠選挙の公認候補者として京都3区に、同党京都府本部副代表の大八木光子を擁立すると発表[105]。3月16日の役員会にて、公認候補として擁立することを正式決定し、翌17日に記者会見を開き出馬を表明[PR 81]。4月24日、衆議院補欠選挙が投開票され、大八木は2247票を獲得するも、民進党公認の前職に大敗を喫し、落選[106]。
- 10月23日：衆議院補欠選挙には、福岡6区に党福岡県本部が、幸福の科学研修施設館長・西原忠弘を[107]、東京10区に党青年局部長の吉井利光を、それぞれ擁立[PR 82]したが双方とも落選

2016年東京都知事選挙（7月14日告示 31日投開票）
- 東京都の舛添要一知事の辞職に伴い執行される2016年東京都知事選挙に、元NTTデータ社員で党財務局長・七海ひろこ（本名・北林寛子）が公認候補として立候補を表明[108]。都知事選としては、前々回2012年の都知事選に出馬したトクマ以来2回目の公認候補の擁立となったが、結果的には落選に終わった。選挙中は、七海が通行人とハグをする「ハグ作戦」や記念撮影を行い、注目を集めた[81][82]。

地方議会選挙
- 2月7日：埼玉県宮代町議会議員選挙において、公認候補の野原洋子[PR 83]が当選[109][PR 84]。議会内では会派に属さず活動。
- 10月16日：新潟県阿賀野市議会議員選挙に、7月の第24回参議院議員通常選挙新潟県選挙区に公認候補として立候補し落選した横井基至[110]が鞍替えし当選[111][PR 85][112]。
- 10月23日：鹿児島県薩摩川内市議会議員選挙に元党参議院・衆議院公認候補の松澤力[113]が鞍替え立候補し当選[PR 86][114][115][116][117]。
- 11月13日：山口県防府市議会議員選挙（定数25・候補者数30）に公認候補宮元照美が立候補したが、第30位で落選した。

| 2016年 地方選挙 選挙結果 | 2016年 地方選挙 選挙結果 | 2016年 地方選挙 選挙結果   | 2016年 地方選挙 選挙結果 | 2016年 地方選挙 選挙結果 | 2016年 地方選挙 選挙結果 |
| 2016年 地方選挙          | 投開票日                 | 公認候補者名（太字は当選） | 定数/候補者数            | 順 位（太字は当選）      | 補足 |
| ------------------------ | ------------------------ | -------------------------- | ------------------------ | ------------------------ | --- |
| 埼玉県宮代町             | 2月7日                   | 野原洋子                   | 14/16                    | 第12位                   | |
| 2016年東京都知事選挙     | 7月31日                  | 七海ひろこ                 | 1/21                     | 第7位                    | |
| 新潟県阿賀野市           | 10月16日                 | 横井基至                   | 20/24                    | 第18位                   | |
| 鹿児島県薩摩川内市       | 10月23日                 | 松澤力                     | 26/28                    | 第26位                   | 2012年衆議院議員補欠選挙（鹿児島3区）、2012年第46回衆議院議員総選挙（鹿児島3区）、2013年第23回参議院議員通常選挙（鹿児島県選挙区）、2014年衆議院議員補欠選挙（鹿児島2区）、2016年第24回参議院議員通常選挙（鹿児島県選挙区）の公認候補。 |
| 山口県防府市             | 11月13日                 | 宮元照美                   | 25/30                    | 第30位                   | |

### 2017年

#### 第48回衆議院議員総選挙（10月10日公示 22日投開票）
- 候補者74人を擁立したが、選挙区・比例代表区ともに全員落選となり、供託金没収点も下回って推定で3億4500万円の供託金が全額没収された。

#### 衆議院補欠選挙
（第48回衆議院議員総選挙として実施）
- 7月、 10月22日投開票の衆議院補欠選挙の公認候補者として、2016年の参院選青森県選挙区公認候補だった三国佑貴を青森4区に、同じく参院選愛媛県選挙区公認候補だった森田浩二を愛媛3区にそれぞれ擁立することを発表した。
- 9月、10月22日投開票の衆議院補欠選挙の公認候補者として笠原麗香を新潟5区に擁立することを発表した。
- しかし、補欠選挙は第48回衆議院議員総選挙の実施に伴い行われず、青森4区も廃止されたため三国は青森3区に鞍替えし総選挙に立候補。笠原と森田はそのまま総選挙候補となったが、結果は全員落選に終わった。

#### 地方議会選挙
- 3月26日：茨城県北茨城市議会議員選挙で公認候補が当選[119]。地方議員10人目。
- 4月16日：長崎県新上五島町議会議員選挙で公認候補が当選[120][PR 87]。地方議員11人目。
- 4月23日：宮崎県国富町議会議員選挙で公認候補が当選[121][PR 88]。地方議員12人目。
- 5月12日：大分県佐伯市議会議員選挙で公認候補が繰り上げ当選[122]。地方議員13人目。4月9日に投開票された大分県佐伯市議会議員選挙（定数25・候補者数26）において当選した民進党所属の佐伯市議会議員1名が死去し、欠員が生じた。公職選挙法第百十二条第五項の規定にいう「当該議員の選挙の期日から三箇月以内に生じた欠員」であるため同11日、同法の規定に基づき繰り上げ補充の選挙会が開かれ、法定得票数（地方公共団体の議会の議員の選挙にあっては、当該選挙区内の議員の定数（選挙区がないときは、議員の定数）をもって有効投票の総数を除して得た数の四分の一以上の得票）に到達していた当初第26位で落選となっていた公認候補菅さとみ[PR 89]が繰り上げ当選した[123]。
- 6月4日：奈良県明日香村議会議員選挙（定数9・候補者数10）において公認候補柳谷信子が第2位で当選した。これまで同党公認候補は投票があった選挙において当選した場合も下位から最下位当選が大半であったが、柳谷は初めての上位当選となった。地方議員14人目。
- 7月2日：東京都議会議員選挙に6人の公認候補を立てるが、全員落選[124][PR 90]。なお、幸福実現党の都議選候補者擁立は同党の初陣となった2009年(10名の公認候補を擁立したが、全員が最下位で落選)以来8年ぶり。得票率については、8年前(2009年)の0.2％から0.6％に増加した。
- 9月24日：岐阜県海津市議会議員選挙と宮崎県えびの市議会議員選挙で公認候補が当選。同党公認の地方議員は16人となった。
- 10月8日：高知県佐川町議会議員選挙（定数14・候補者数15）において公認候補宮﨑知惠子が当選した[PR 91]。同党公認の地方議員は17人となった。

| 2017年 地方市町村議会議員選挙 選挙結果 | 2017年 地方市町村議会議員選挙 選挙結果 | 2017年 地方市町村議会議員選挙 選挙結果 | 2017年 地方市町村議会議員選挙 選挙結果 | 2017年 地方市町村議会議員選挙 選挙結果 | 2017年 地方市町村議会議員選挙 選挙結果     |
| 2017年 市町村議会議員選挙              | 投開票日                               | 公認候補者名（太字は当選）             | 定数/候補者数                          | 順 位（太字は当選）                    | 補足                                       |
| -------------------------------------- | -------------------------------------- | -------------------------------------- | -------------------------------------- | -------------------------------------- | ------------------------------------------ |
| 神奈川県高座郡寒川町                   | 2月14日                                | 橋本修一                               | 18/23                                  | 第20位                                 |                                            |
| 石川県羽咋郡宝達志水町（補選）         | 3月19日                                | 飯尾保富                               | 2/5                                    | 第4位                                  |                                            |
| 茨城県北茨城市                         | 3月26日                                | 柴田キクエ                             | 19/20                                  | 第19位                                 | 現職を下しての当選                         |
| 埼玉県富士見市                         | 3月26日                                | 光岡真由美                             | 21/28                                  | 第27位                                 |                                            |
| 大分県佐伯市                           | 4月9日                                 | 菅さとみ                               | 25/26                                  | 第26位                                 | その後5月11日に 繰り上げ当選。（上記参照） |
| 長崎県南松浦郡新上五島町               | 4月14日                                | 谷口るみ子                             | 16/17                                  | 第16位                                 |                                            |
| 栃木県那須塩原市                       | 4月23日                                | 小貫雅史                               | 26/34                                  | 第31位                                 |                                            |
| 宮崎県東諸県郡国富町                   | 4月23日                                | 橋詰賀代子                             | 13/14                                  | 第13位                                 |                                            |
| 静岡県島田市                           | 5月22日                                | 小玉守之輔                             | 20/22                                  | 第22位                                 |                                            |
| 兵庫県尼崎市                           | 6月4日                                 | 松田光夫                               | 42/61                                  | 第59位                                 |                                            |
| 奈良県高市郡明日香村                   | 6月4日                                 | 柳谷信子                               | 9/10                                   | 第2位                                  | 初めての上位当選                           |
| 長崎県北松浦郡佐々町                   | 6月18日                                | 大瀬秀樹                               | 10/12                                  | 第12位                                 |                                            |
| 愛知県西尾市                           | 6月25日                                | 加藤通子                               | 30/35                                  | 第34位                                 |                                            |
| 愛知県知多郡南知多町                   | 6月25日                                | 中野清美                               | 12/15                                  | 第13位                                 |                                            |
| 奈良県奈良市                           | 7月9日                                 | 西垣洋子                               | 39/50                                  | 第50位                                 |                                            |
| 沖縄県那覇市                           | 7月9日                                 | 徳留博臣                               | 40/67                                  | 第58位                                 | 第45回衆議院議員総選挙 の比例区党公認候補  |
| 熊本県八代市                           | 8月27日                                | 朋田崇志                               | 28/38                                  | 第37位                                 |                                            |
| 岐阜県海津市                           | 9月24日                                | 伊藤久恵                               | 15/17                                  | 第11位                                 |                                            |
| 宮崎県えびの市                         | 9月24日                                | 松窪ミツエ                             | 15/18                                  | 第9位                                  | 元えびの市議会議員1期                      |
| 高知県高岡郡佐川町                     | 10月8日                                | 宮﨑知惠子                             | 14/15                                  | 第14位                                 |                                            |
| 愛知県知多郡阿久比町（補選）           | 10月15日                               | 竹内啓視                               | 3/5                                    | 第5位                                  |                                            |
| 佐賀県佐賀市                           | 10月15日                               | 太田葉子                               | 36/43                                  | 第43位                                 |                                            |
| 北海道上川郡比布町（補選）             | 10月22日                               | 藤林静子                               | 2/4                                    | 第4位                                  |                                            |
| 富山県高岡市                           | 10月22日                               | 辻口貴美子                             | 24/34                                  | 第34位                                 |                                            |

### 2018年
- 1月14日：沖縄県石垣市主催の「尖閣諸島開拓の日」式典に際し、石垣市から釈量子（本名、松根広子）党首が招待を受け、来賓として出席。同年3月11日投開票の石垣市長選挙において現職の中山義隆市長に党推薦を出した（沖縄県内の首長選挙における党推薦は初[134]。中山は自由民主党・公明党・日本維新の会も推薦。中山は当選）。
- 4月8日：山口県下松市議会議員選挙（定数20・候補者数21）において公認候補山根栄子が当選した[135]。同党公認の地方議員は18人となった。
- 4月18日：群馬県藤岡市議会議員の小西貴子（2015年4月26日当選[136]）を追加公認した[PR 93]。同党公認の地方議員は19人となった。
- 4月23日：去る2015年4月26日投開票の群馬県藤岡市議会議員選挙（定数20・候補者数22）に無所属で立候補し第15位で当選した小西貴子について、2018年4月18日付で追加公認したことを発表した。
- 4月22日：栃木県下野市議会議員選挙（定数18・候補者数22）において公認候補石川信夫が当選[137]。また、兵庫県たつの市議会議員選挙（定数22・候補者数28）において公認候補和田美奈が当選した[138]。同党公認の地方議員は21人となった。
- 7月8日：鳥取県岩美郡岩美町議会議員選挙（定数12・候補者数13）において公認候補升井祐子が当選した[139]。同党公認の地方議員は22人となった。
- 8月5日：富山県小矢部市議会議員選挙（定数16・候補者数21）において現職公認候補中野留美子が落選し同党公認の地方議員は21人となった。
- 12月2日：青森県南津軽郡大鰐町議会議員選挙（定数10・候補者数11）において公認候補竹内富士子が当選した[140]。同党公認の地方議員は22人となった。

#### 地方議会選挙
| 2018年 地方市町村議会議員選挙 選挙結果 | 2018年 地方市町村議会議員選挙 選挙結果 | 2018年 地方市町村議会議員選挙 選挙結果  | 2018年 地方市町村議会議員選挙 選挙結果 | 2018年 地方市町村議会議員選挙 選挙結果 | 2018年 地方市町村議会議員選挙 選挙結果                 |
| 2018年 市町村議会議員選挙              | 投開票日                               | 公認候補者名（太字は当選・※は現職議員） | 定数/候補者数                          | 順 位（太字は当選）                    | 補足                                                   |
| -------------------------------------- | -------------------------------------- | --------------------------------------- | -------------------------------------- | -------------------------------------- | ------------------------------------------------------ |
| 三重県津市                             | 1月28日                                | 長谷川植                                | 34/40                                  | 第38位                                 |                                                        |
| 京都府南丹市                           | 2月11日                                | 縁田有紀                                | 22/23                                  | 第23位                                 | 第48回衆議院議員総選挙京都府第4区の党公認候補          |
| 埼玉県比企郡鳩山町（補選）             | 2月18日                                | 阿部孝                                  | 3/4                                    | 第4位                                  |                                                        |
| 東京都日野市                           | 2月18日                                | 高木由布子                              | 24/33                                  | 第31位                                 |                                                        |
| 東京都町田市                           | 2月25日                                | 的場真木子                              | 36/44                                  | 第43位                                 |                                                        |
| 熊本県玉名郡南関町                     | 2月25日                                | 釘崎幸義                                | 12/16                                  | 第15位                                 |                                                        |
| 神奈川県逗子市                         | 3月25日                                | 小又英雄                                | 17/23                                  | 第23位                                 |                                                        |
| 山口県下松市                           | 4月8日                                 | 山根栄子                                | 20/21                                  | 第11位                                 |                                                        |
| 秋田県にかほ市                         | 4月22日                                | 佐藤純郎                                | 18/25                                  | 第24位                                 |                                                        |
| 栃木県下野市                           | 4月22日                                | 石川信夫                                | 18/22                                  | 第17位                                 |                                                        |
| 新潟県三条市                           | 4月22日                                | 原伸次                                  | 22/25                                  | 第23位                                 | 第48回衆議院議員総選挙比例北陸信越ブロックの党公認候補 |
| 静岡県藤枝市                           | 4月22日                                | 渡辺元嗣                                | 22/26                                  | 第26位                                 |                                                        |
| 兵庫県たつの市                         | 4月22日                                | 和田美奈                                | 22/28                                  | 第20位                                 | 第46回衆院選京都府第4区の党公認候補                    |
| 奈良県御所市                           | 4月22日                                | 竹村正弘                                | 13/14                                  | 第14位                                 |                                                        |
| 愛知県春日井市（補選）                 | 5月20日                                | 酒井浩三                                | 1/2                                    | 第2位                                  |                                                        |
| 山口県防府市（補選）                   | 5月27日                                | 宮元照美                                | 1/2                                    | 第2位                                  |                                                        |
| 東京都立川市                           | 6月17日                                | 中谷晴美                                | 28/43                                  | 第40位                                 |                                                        |
| 鳥取県岩美郡岩美町                     | 7月8日                                 | 升井祐子                                | 12/13                                  | 第11位                                 |                                                        |
| 富山県小矢部市                         | 8月5日                                 | ※中野留美子                             | 16/21                                  | 第21位                                 |                                                        |
| 沖縄県沖縄市                           | 9月9日                                 | 金城竜郎                                | 30/36                                  | 第36位                                 |                                                        |
| 岐阜県美濃加茂市                       | 9月30日                                | 木村寿美重                              | 16/20                                  | 第19位                                 |                                                        |
| 香川県木田郡三木町（補選）             | 9月30日                                | 森川光明                                | 1/3                                    | 第3位                                  |                                                        |
| 千葉県松戸市                           | 11月18日                               | 岩渕登貴子                              | 44/59                                  | 第59位                                 |                                                        |
| 神奈川県中郡二宮町                     | 11月18日                               | 松本鼓寿絵                              | 14/17                                  | 第16位                                 |                                                        |
| 青森県南津軽郡大鰐町                   | 12月2日                                | 竹内富士子                              | 10/11                                  | 第6位                                  |                                                        |
| 石川県羽咋郡宝達志水町                 | 12月16日                               | 飯尾保富                                | 12/15                                  | 第15位                                 |                                                        |

### 2019年

#### 第25回参議院議員通常選挙（7月4日公示 21日投開票）
- 2018年12月20日、第25回参議院議員通常選挙の党第一次公認候補者5名（北海道選挙区・東京都選挙区・神奈川県選挙区・山口県選挙区・福岡県選挙区）を発表した[PR 94]。
- 2月、第25回参議院議員通常選挙の公認候補者合わせて3名（奈良県選挙区[PR 95]、比例代表[PR 96]、宮崎県選挙区[PR 97]）をそれぞれ発表した。
- 4月25日、第25回参議院議員通常選挙の公認候補者2名（埼玉県選挙区・大阪府選挙区）を発表した[PR 98]。
- 6月20日、第25回参議院議員通常選挙比例代表に釈量子（本名、松根広子）党首が立候補することを表明した[PR 99][PR 100]。
- 6月25日、第25回参議院議員通常選挙の公認候補者1名（比例代表）を発表した[PR 101]。
- 7月22日、開票の結果、選挙区・比例代表とも全員が落選した。

#### 第19回統一地方選挙（前半戦4月7日投票日 後半戦4月21日投票日）
- 2018年12月20日、第19回統一地方選挙に公認候補者100名以上を擁立する方針を示した[PR 94]。
- 3月27日、この日までに第19回統一地方選挙公認候補者102名を決定し、同日、発表した[PR 102]。全員政令指定都市及び一般市区町村議会議員選挙（補欠選挙を含む）の公認候補で、前回までの選挙で落選した公認候補を再度擁立した自治体も複数ある。道府県議会議員選挙への擁立は無かった。2015年の第18回統一地方選挙において当選した公認6名のうち北海道幕別町・群馬県藤岡市・埼玉県三芳町・愛知県東浦町の現職4名を再び公認。一方、長野県駒ヶ根市（定数15・立候補者16）の現職塩澤康一は無所属で出馬[142]、石川県津幡町議会（定数16）の現職井上新太郎は立候補しなかった[143]。また元議員2名（青森県八戸市、第45回衆議院議員総選挙比例代表東北ブロック党公認候補、八戸市議（3期）時代は無所属を経て自民党。北海道有珠郡壮瞥町、壮瞥町議（1期）時代は無所属）、新人96名を公認した。
- 4月7日、統一地方選挙前半戦の札幌市・さいたま市・千葉市・川崎市・横浜市・新潟市・名古屋市・京都市・広島市・熊本市の各政令指定都市議会議員選挙に公認候補計18名が出馬したが全員落選。また、大阪市議会議員選挙中央区選挙区（定数3・候補者数5）に党大阪市中央区地区代表松阪功[PR 103]が無所属で立候補した[144]が第5位で落選した。
- 4月14日、統一地方選挙後半戦の一般市及び特別区議会議員選挙が告示され、公認候補計68名が立候補（補欠選挙1名を含む）した。
- 4月16日、統一地方選挙後半戦の町村議会議員選挙が告示され、公認候補計17名が立候補した。このうち北海道厚岸郡浜中町議会議員選挙（定数12・候補者数10）において公認候補小松克也が無投票で当選した。同町議選は告示日当日に9人しか届出がなく、小松が締め切り時間（午後5時）を前に立候補を決めて届出を出した結果、届出をした全員が定数を2人割っての無投票当選となり（同年10月の同町議会議員再選挙に2人が立候補し無投票当選となり、この欠員は解消した）、今回の統一地方選挙における最終的な党公認候補者は103名となった。
- 4月21日、統一地方選挙後半戦の市区町村議会議員選挙が投開票（都内の一部の区は22日に開票）され、東京23区議選の公認候補は全員落選したが、15道県の18市町村議選において現職3名の再選、元議員1名の返り咲き当選、14名の初当選者を出した。同党公認の地方議員は34人となった。このうち青森県八戸市議会議員選挙（定数32・立候補者数35）において元同市議会議員の上條幸哉が第28位、兵庫県姫路市議会議員選挙（定数47・立候補者数57）において新人の江口千洋が第46位でそれぞれ当選し、中核市において初めての議席獲得となった。また、長野県駒ヶ根市議会議員選挙において無所属で出馬した現職の塩澤康一が第5位で当選し（保守系会派に参加）[142]、群馬県安中市議会議員選挙（定数20・立候補者28）において元幸福実現党椎名伊香保後援会代表者で現職の櫻井喜久江が無所属で出馬するも第22位で落選した[145][146]。
- 統一地方選挙の結果については下の欄を参照。

前半戦結果
| 政令指定都市議会議員選挙 選挙結果 | 政令指定都市議会議員選挙 選挙結果 | 政令指定都市議会議員選挙 選挙結果 | 政令指定都市議会議員選挙 選挙結果 | 政令指定都市議会議員選挙 選挙結果 |
| 政令都市の区                      | 公認候補者名                      | 定数/候補者数                     | 順 位                             | 得票(%)                           |
| --------------------------------- | --------------------------------- | --------------------------------- | --------------------------------- | --------------------------------- |
| 札幌市中央区                      | 多田その                          | 7/11                              | 第11位                            | 659(0.6%)                         |
| 札幌市東区                        | 中島秀雄                          | 9/12                              | 第12位                            | 868(0.8%)                         |
| さいたま市北区                    | 佐々木正子                        | 7/10                              | 第9位                             | 433(1.0%)                         |
| さいたま市緑区                    | 石井安                            | 5/6                               | 第6位                             | 599(1.7%)                         |
| 千葉市若葉区                      | 杉本由美子                        | 8/11                              | 第11位                            | 577(1.3%)                         |
| 横浜市旭区                        | 須藤由美子                        | 6/8                               | 第8位                             | 1211(1.3%)                        |
| 横浜市泉区                        | 池澤輝子                          | 4/6                               | 第6位                             | 914(1.6%)                         |
| 横浜市金沢区                      | 岡田幸子                          | 5/8                               | 第8位                             | 962(1.3%)                         |
| 横浜市港北区                      | 山田義明                          | 8/12                              | 第12位                            | 563(0.5%)                         |
| 川崎市幸区                        | 牧浩美                            | 7/9                               | 第9位                             | 636(1.1%)                         |
| 新潟市中央区                      | 沢野正行                          | 11/20                             | 第19位                            | 402(0.7%)                         |
| 名古屋市中川区                    | 加藤まり子                        | 7/9                               | 第9位                             | 394(0.7%)                         |
| 名古屋市守山区                    | 橋本裕子                          | 5/9                               | 第8位                             | 431(0.9%)                         |
| 名古屋市緑区                      | 竹村依子                          | 7/9                               | 第9位                             | 424(0.6%)                         |
| 京都市西京区                      | 柏原拓也                          | 6/9                               | 第9位                             | 307(0.7%)                         |
| 京都市山科区                      | 永島栄子                          | 6/7                               | 第7位                             | 445(1.1%)                         |
| 広島市安佐南区                    | 箕越絹枝                          | 10/16                             | 第16位                            | 650(1.0%)                         |
| 熊本市北区                        | 福山マサコ                        | 10/12                             | 第12位                            | 1363(2.8%)                        |

後半戦結果
| 地方市区町村議会議員選挙 選挙結果 | 地方市区町村議会議員選挙 選挙結果        | 地方市区町村議会議員選挙 選挙結果 | 地方市区町村議会議員選挙 選挙結果 | 地方市区町村議会議員選挙 選挙結果 |
| 市区町村                          | 公認候補者名 （太字は当選・※は現職議員） | 定数/候補者数                     | 順 位（△は次点落選）              | 得票数                            |
| --------------------------------- | ---------------------------------------- | --------------------------------- | --------------------------------- | --------------------------------- |
| 函館市                            | 本谷博                                   | 27/33                             | 第31位                            | 588(0.54%)                        |
| 釧路市                            | 金成綾乃                                 | 28/32                             | 第31位                            | 543(0.85%)                        |
| 有珠郡壮瞥町                      | 湯浅祥治                                 | 9/10                              | 第10位△                           | 66(3.78%)                         |
| 虻田郡洞爺湖町                    | 石川諭                                   | 12/15                             | 第13位△                           | 201.052(3.82%)                    |
| 上川郡比布町                      | 藤林静子                                 | 9/12                              | 第12位                            | 49(2.09%)                         |
| 厚岸郡浜中町                      | 小松克也                                 | 12/10                             | 無投票当選                        | -                                 |
| 河東郡音更町                      | 阿部秀一                                 | 20/24                             | 第19位                            | 597(3.06%)                        |
| 中川郡幕別町                      | ※小島智恵                                | 19/21                             | 第13位タイ                        | 520(3.84%)                        |
| 青森県八戸市                      | 上條幸哉                                 | 32/35                             | 第28位                            | 1692(2.14%)                       |
| 秋田県秋田市                      | 杉田愛弥                                 | 36/46                             | 第46位                            | 367                               |
| 山形県新庄市                      | 山科春美                                 | 18/20                             | 第17位                            | 575.058(3.20%)                    |
| 山形県米沢市                      | 縮美紀子                                 | 24/28                             | 第28位                            | 603                               |
| 中央区                            | 古田弘樹                                 | 30/44                             | 第43位                            | 207                               |
| 港区                              | 鍋島久之                                 | 34/54                             | 第45位                            | 498                               |
| 江東区                            | 表奈就子                                 | 44/57                             | 第57位                            | 603                               |
| 目黒区                            | 小浦東世                                 | 36/51                             | 第51位                            | 172                               |
| 世田谷区                          | 中岡茉妃                                 | 50/75                             | 第68位                            | 1099                              |
| 渋谷区                            | 守田有希生                               | 34/55                             | 第53位                            | 214.122                           |
| 中野区                            | 白柏貴子                                 | 42/60                             | 第55位                            | 432                               |
| 杉並区                            | 手塚和泉                                 | 48/70                             | 第64位                            | 772                               |
| 豊島区                            | 山本治美                                 | 36/51                             | 第50位                            | 276                               |
| 北区                              | 牛田久信                                 | 40/52                             | 第51位                            | 402                               |
| 板橋区                            | 吉田治郎                                 | 46/56                             | 第54位                            | 434.703                           |
| 江戸川区                          | 安原和美                                 | 44/58                             | 第54位                            | 1090                              |
| 茨城県古河市                      | 古川一美                                 | 24/27                             | 第24位                            | 932                               |
| 栃木県宇都宮市                    | 阿久津秀昭                               | 45/57                             | 第56位                            | 847                               |
| 群馬県桐生市                      | 歌代公司                                 | 22/26                             | 第22位                            | 1206                              |
| 群馬県藤岡市                      | ※小西貴子                                | 18/19                             | 第14位                            | 1361                              |
| 群馬県みどり市                    | 神山繁                                   | 18/29                             | 第24位                            | 376                               |
| 埼玉県川口市                      | 吉澤順二                                 | 42/58                             | 第57位                            | 284                               |
| 埼玉県川越市                      | 高橋葉子                                 | 36/48                             | 第47位                            | 814.800                           |
| 埼玉県行田市                      | 吉田江利                                 | 20/25                             | 第21位△                           | 915                               |
| 埼玉県越谷市                      | 黒田信子                                 | 32/40                             | 第39位                            | 546                               |
| 埼玉県所沢市                      | 大和由美子                               | 33/48                             | 第44位                            | 753                               |
| 埼玉県東松山市                    | 佐藤恵一                                 | 21/23                             | 第22位△                           | 762                               |
| 埼玉県深谷市                      | 渡辺智子                                 | 24/31                             | 第30位                            | 297                               |
| 埼玉県ふじみ野市                  | 田口三枝子                               | 21/23                             | 第22位△                           | 548                               |
| 埼玉県北足立郡伊奈町              | 山野智彦                                 | 16/20                             | 第15位                            | 393                               |
| 埼玉県比企郡鳩山町                | 阿部孝                                   | 12/14                             | 第13位△                           | 160                               |
| 埼玉県入間郡三芳町                | ※細田三恵                                | 15/16                             | 第14位                            | 423                               |
| 千葉県木更津市                    | 舘範治                                   | 24/28                             | 第26位                            | 314                               |
| 千葉県佐倉市                      | 中幸四郎                                 | 28/42                             | 第42位                            | 217                               |
| 千葉県山武市                      | 鈴木勢市                                 | 22/29                             | 第27位                            | 321.526                           |
| 千葉県銚子市                      | 小泉有子                                 | 19/25                             | 第25位                            | 281                               |
| 東京都東村山市                    | 小川恭子                                 | 25/31                             | 第31位                            | 344                               |
| 神奈川県綾瀬市                    | 小林蓉子                                 | 20/25                             | 第25位                            | 229                               |
| 神奈川県藤沢市                    | 保田賢明                                 | 36/49                             | 第47位                            | 547                               |
| 神奈川県三浦郡葉山町              | 岡島由佳                                 | 14/20                             | 第15位△                           | 446                               |
| 山梨県都留市                      | 佐藤孝江                                 | 16/19                             | 第19位                            | 369                               |
| 長野県松本市                      | 齋藤智久                                 | 31/42                             | 第42位                            | 299                               |
| 新潟県新発田市                    | 渡邉葉子                                 | 25/27                             | 第25位                            | 857                               |
| 新潟県長岡市                      | 牧野泰代                                 | 34/41                             | 第38位                            | 948                               |
| 福井県福井市                      | 小林誠一                                 | 32/36                             | 第36位                            | 669                               |
| 岐阜県養老郡養老町                | 清水由美子                               | 13/15                             | 第12位                            | 608                               |
| 愛知県大府市                      | 松井由美子                               | 19/22                             | 第22位                            | 496                               |
| 愛知県豊川市                      | 藤橋誠                                   | 30/34                             | 第34位                            | 260                               |
| 愛知県知多郡東浦町                | ※原田悦子                                | 16/23                             | 第19位                            | 417                               |
| 愛知県海部郡飛島村                | 伊藤豊                                   | 10/11                             | 第8位                             | 155                               |
| 三重県津市（補欠選挙）            | 長谷川植                                 | 2/8                               | 第7位                             | 3522.506                          |
| 三重県四日市市                    | 坂本麻貴                                 | 34/41                             | 第39位                            | 990                               |
| 滋賀県大津市                      | 金崎八千代                               | 38/49                             | 第47位                            | 658                               |
| 大阪府吹田市                      | 安積利顕                                 | 36/44                             | 第43位                            | 327                               |
| 大阪府高槻市                      | 木村敦子                                 | 34/44                             | 第43位                            | 386                               |
| 大阪府寝屋川市                    | 森畑浩治                                 | 24/34                             | 第33位                            | 433                               |
| 大阪府枚方市                      | 茂呂佳充                                 | 32/48                             | 第45位                            | 364                               |
| 大阪府泉北郡忠岡町                | 田邉みき                                 | 12/13                             | 第13位                            | 287                               |
| 兵庫県西宮市                      | 小田和代                                 | 41/56                             | 第51位                            | 1277                              |
| 兵庫県姫路市                      | 江口千洋                                 | 47/57                             | 第46位                            | 2203                              |
| 奈良県生駒市                      | 谷内久仁子                               | 24/35                             | 第32位                            | 266                               |
| 和歌山県和歌山市                  | 三木菊美                                 | 38/45                             | 第40位                            | 1247                              |
| 広島県呉市                        | 原照子                                   | 32/34                             | 第34位                            | 1019                              |
| 徳島県徳島市                      | 福本功                                   | 30/40                             | 第37位                            | 784                               |
| 香川県東かがわ市                  | 宮脇美智子                               | 18/23                             | 第18位                            | 487                               |
| 香川県木田郡三木町                | 森川光明                                 | 16/20                             | 第20位                            | 170                               |
| 高知県高知市                      | 小松憲司                                 | 34/43                             | 第39位                            | 1079                              |
| 福岡県久留米市                    | 井元智子                                 | 38/47                             | 第42位                            | 1024                              |
| 福岡県糟屋郡新宮町                | 濱田幸                                   | 12/13                             | 第9位                             | 627                               |
| 佐賀県鹿島市                      | 釘尾勢津子                               | 16/18                             | 第17位△                           | 533                               |
| 長崎県長崎市                      | 淵脇弘美                                 | 40/45                             | 第43位                            | 1117                              |
| 長崎県大村市                      | 光山千絵                                 | 25/31                             | 第25位                            | 882                               |
| 長崎県佐世保市                    | 武雄智穂                                 | 33/44                             | 第40位                            | 1040                              |
| 大分県中津市                      | 永岡悦子                                 | 24/28                             | 第26位                            | 596                               |
| 大分県玖珠郡玖珠町                | 衛藤和敏                                 | 14/18                             | 第12位                            | 465                               |
| 熊本県水俣市                      | 宮下智美                                 | 16/19                             | 第19位                            | 228                               |
| 宮崎県日南市                      | 柿原聡子                                 | 19/24                             | 第10位                            | 1081                              |

地方議会選挙
- 4月16日、北海道厚岸郡浜中町議会議員選挙（定数12・候補者数10）において公認候補小松克也が無投票で当選した。同党公認の地方議員は23人となった。
- 6月30日、岩手県紫波郡紫波町議会議員選挙（定数18・候補者数19）に第23回参議院議員通常選挙岩手県選挙区の党公認候補髙橋敬子が鞍替え立候補し当選した[147]。同党公認の地方議員は35人となった。
- 8月、岩手県盛岡市議会議員の櫻裕子（無所属、2期）が入党、同月18日告示の盛岡市議会議員選挙（定数38・候補者数44）に際し党公認候補となった。同党公認の地方議員は36人となった。同月25日投開票の結果、櫻は第9位で3選を果たし、幸福実現党公認候補が都道府県庁所在地自治体の議会議員選挙で当選した初例となった。
- 11月12日、党新潟県本部副代表・党国防部会会長で同県阿賀野市議会議員の横井基至（1期）が、2020年4月19日投開票の阿賀野市長選挙に党籍は残したまま無所属で立候補する意向を表明した[148]。
- 11月17日、東京都西多摩郡奥多摩町議会議員選挙（定数12・候補者数16）において、党公認の森田紀子が当選した[149][150]。同党公認の地方議員は37人となった。
- 12月10日、鹿児島県薩摩川内市議会議員の松澤力（1期）が、同日の薩摩川内市議会12月定例会において、2020年10月投開票の薩摩川内市長選挙に党籍は残したまま無所属で立候補する意向を表明した[151]。

| 2019年 地方市町村議会議員選挙 選挙結果 | 2019年 地方市町村議会議員選挙 選挙結果 | 2019年 地方市町村議会議員選挙 選挙結果  | 2019年 地方市町村議会議員選挙 選挙結果 | 2019年 地方市町村議会議員選挙 選挙結果 | 2019年 地方市町村議会議員選挙 選挙結果 |
| 市町村議会議員選挙                     | 投開票日                               | 公認候補者名（太字は当選・※は現職議員） | 定数/候補者数                          | 順 位（太字は当選）                    | 補足 |
| -------------------------------------- | -------------------------------------- | --------------------------------------- | -------------------------------------- | -------------------------------------- | --- |
| 岐阜県瑞浪市                           | 2月3日                                 | 加納有輝彦                              | 16/18                                  | 第18位                                 | 2010年の第22回参議院議員通常選挙 （岐阜県選挙区）、 2013年の第23回参議院議員通常選挙 （岐阜県選挙区）、 2016年の第24回参議院議員通常選挙 （岐阜県選挙区）、 及び2017年の第48回衆議院議員総選挙 比例東海ブロックの公認候補 |
| 熊本県上益城郡嘉島町                   | 2月3日                                 | 関戸惠美子                              | 11/13                                  | 第13位                                 | |
| 岩手県紫波郡紫波町                     | 6月30日                                | 髙橋敬子                                | 18/19                                  | 第15位                                 | 2013年の第23回参議院議員通常選挙 （岩手県選挙区）の公認候補 |
| 神奈川県中郡大磯町                     | 6月30日                                | 塩澤理里                                | 14/20                                  | 第16位                                 | |
| 神奈川県厚木市                         | 7月7日                                 | 石川英夫                                | 28/31                                  | 第31位                                 | |
| 埼玉県北葛飾郡杉戸町                   | 7月21日                                | 久松祐樹                                | 15/19                                  | 第19位                                 | |
| 宮城県仙台市宮城野区                   | 8月25日                                | 石川園江                                | 10/15                                  | 第14位                                 | |
| 岩手県盛岡市                           | 8月25日                                | ※櫻裕子                                 | 38/44                                  | 第9位                                  | 2011年、盛岡市議会議員選挙に 無所属で立候補し初当選。 2015年、無所属で立候補し再選。 2019年、入党し立候補、三選。 |
| 神奈川県高座郡寒川町（補欠選挙）       | 9月1日                                 | 橋本修一                                | 1/4                                    | 第3位                                  | |
| 長野県長野市                           | 9月15日                                | 西沢真砂子                              | 39/52                                  | 第52位                                 | |
| 東京都西多摩郡奥多摩町                 | 11月17日                               | 森田紀子                                | 12/16                                  | 第12位                                 | |
| 宮城県岩沼市                           | 12月15日                               | 佐々木八重子                            | 18/23                                  | 第23位                                 | |

### 2020年

#### 2020年東京都知事選挙（6月18日公示 7月5日投票日）
- 5月7日、党東京都本部代表・党広報本部長兼財務局長の七海ひろこが、7月5日投開票の東京都知事選挙に党公認で立候補する意向を表明した[PR 104]。
- 6月25日、選挙期間中の同日、党と七海はマスメディアが特定候補5人に集中して報道していることに対して問題点改善を要求するため、同選挙からの撤退を表明した[PR 105]。

#### 第49回衆議院議員総選挙（2021年）
- 2020年12月23日、第49回衆議院議員総選挙の党第一次公認候補者として釈量子（本名、松根広子）党首以下40名（小選挙区14名[PR 106]、比例代表26名[PR 107]）を発表した[PR 108]。
- 1月29日、第49回衆議院議員総選挙の党第二次公認候補者として4名（小選挙区2名[PR 109]、比例代表2名[PR 110]）を発表した[PR 111]。
- 8月11日、第49回衆議院議員総選挙の党公認候補者について、釈量子党首以下44名（小選挙区16名、比例代表28名）全員の取り下げを発表した[PR 112]。

#### 地方議会選挙
- 1月26日、福島県小野町議会議員選挙（定数12・候補者数13）において、党公認の會田百合子が当選した[152]。同党公認の地方議員は38人となった。
- 2月9日、岐阜県飛騨市議会議員選挙（定数14・候補者数13）において、党公認の小笠原美保子が無投票で当選した[153][PR 113]。告示日には定員14人のところ13人の立候補しかなかった。同党公認の地方議員は39人となった。
- 2月16日、岩手県胆沢郡金ケ崎町議会議員選挙（定数16・候補者数18）において、党公認の平志乃が当選し、党公認候補初のトップ当選となった[154][155]。同党公認の地方議員は40人となった。
- 2月18日、阿賀野市長選挙への立候補を表明し、阿賀野市議会に議員辞職願を提出していた横井基至について、同市議会令和2年3月定例会議会運営委員会はその辞職を承認した。同党公認の地方議員は39人となった。
- 4月19日、阿賀野市長選挙において横井基至が落選した（3人中2位）[156]。
- 5月7日、党東京都本部代表・党広報本部長兼財務局長の七海ひろこが、同年7月5日投開票の東京都知事選挙に党公認で立候補する意向を表明した[PR 114]。同年6月18日の同選挙告示日に立候補を届け出、選挙運動を行ったものの、同年6月25日、マスコミ各社の報道がなぜか同じ特定候補5人に集中していると指摘し、健全な民主主義が機能していない状態の改善を求め、党は七海が同選挙から撤退するとの声明を出すとともに[PR 115]、七海本人が記者会見しその旨表明した[157][158][PR 116]。7月5日の投開票の結果、22人中7位で落選した。
- 7月2日、党公認の柳谷信子・奈良県高市郡明日香村村議会議員が同議会副議長に就任した。党所属議員の議長・副議長職就任は初。
- 8月11日、第49回衆議院議員総選挙の党公認候補者44名（小選挙区16名、比例代表28名）全員の立候補の取り下げを発表した[PR 112][159]。
- 8月12日、薩摩川内市長選挙への立候補を表明し、薩摩川内市議会に議員辞職願を提出していた松澤力について、同市議会はその辞職を承認した[160]。同党公認の地方議員は38人となった。
- 10月25日、薩摩川内市長選挙において松澤力が落選した（4人中3位）[161]。山口県光市議会議員選挙（定数18・候補者21）において、党公認の早稲田真弓が第17位で当選した[162]。同党公認の地方議員は39人となった。

| 2020年 地方選挙 選挙結果               | 2020年 地方選挙 選挙結果 | 2020年 地方選挙 選挙結果                 | 2020年 地方選挙 選挙結果 | 2020年 地方選挙 選挙結果          | 2020年 地方選挙 選挙結果                                                                             |
| 2020年 地方選挙                        | 投開票日                 | 公認候補者名 （太字は当選・※は現職議員） | 定数/候補者数            | 順 位 （太字は当選、△は次点落選） | 補足                                                                                                 |
| -------------------------------------- | ------------------------ | ---------------------------------------- | ------------------------ | --------------------------------- | --- |
| 福島県田村郡小野町議会議員             | 1月26日                  | 會田百合子                               | 12/13                    | 第9位                             | |
| 埼玉県南埼玉郡宮代町議会議員           | 2月9日                   | ※野原洋子                                | 14/20                    | 第15位△                           | |
| 岐阜県飛騨市議会議員                   | 2月9日 （告示日）        | 小笠原美保子                             | 14/13                    | 無投票当選                        | |
| 岩手県胆沢郡金ケ崎町議会議員           | 2月16日                  | 平志乃                                   | 16/18                    | 第1位                             | 初のトップ当選。                                                                                     |
| 茨城県稲敷郡阿見町議会議員             | 3月22日                  | 佐々木芳江                               | 18/22                    | 第22位                            | |
| 鹿児島県鹿児島市議会議員               | 4月19日                  | 末原裕子                                 | 45/60                    | 第54位                            | |
| 東京都知事                             | 7月5日                   | 七海ひろこ                               | 1/22                     | 第7位                             | 撤退。                                                                                               |
| 大阪府泉北郡忠岡町議会議員（補欠選挙） | 10月18日                 | 田邉みき                                 | 2/3                      | 第3位                             | 2019年忠岡町議会議員選挙 に党公認で立候補し落選。                                                    |
| 山口県光市議会議員                     | 10月25日                 | 早稲田真弓                               | 18/21                    | 第17位                            | 2016年光市議会議員選挙 に党公認で立候補し落選したが再挑戦で当選。                                    |
| 福岡県宗像市議会議員                   | 10月25日                 | 柴田耕司                                 | 20/22                    | 第22位                            | |
| 山口県防府市議会議員                   | 11月15日                 | 宮元照美                                 | 25/31                    | 第29位                            | 2016年防府市議会議員選挙に党公認で立候補し落選。2018年防府市議会議員補欠選挙に党公認で立候補し落選。 |
| 愛媛県四国中央市議会議員               | 11月15日                 | 石川武美                                 | 22/26                    | 第26位                            | |

### 2021年

#### 地方議会選挙
- 1月24日、静岡県菊川市議会議員選挙（定数17・候補者22）において、党公認の須藤有紀が第2位で当選した[164]。同党公認の地方議員は40人となった。
- 2月7日、神奈川県高座郡寒川町議会議員選挙（定数18・候補者22）において、党公認の橋本修一が第7位で当選した[165]。同党公認の地方議員は41人となった。
- 2月14日、愛媛県西条市議会議員選挙（定数28・候補者33）において、党公認の市川みどりが第28位で当選した[166]。同党公認の地方議員は42人となった。
- 3月21日、茨城県北茨城市議会議員選挙（定数19・候補者数21）において、党公認の現職柴田キクエが第17位で再選[167]。
- 3月28日、広島県廿日市市議会議員選挙（定数28・候補者数34）において、2017年の第48回衆議院議員総選挙広島県第2区党公認候補であった水野善丈が第19位で当選した[168]。長崎県南松浦郡新上五島町議会議員選挙（定数16・候補者数19）において、党公認の現職谷口るみ子が第17位で次点落選した[169]。同党公認の地方議員は42人となった。
- 4月4日、大分県佐伯市議会議員選挙（定数25）告示に際し、党公認の現職の菅さとみが立候補せず、任期満了となった[170]。同月16日に任期満了[171]。同党公認の地方議員は41人となった。
- 4月18日、新潟県糸魚川市議会議員選挙（定数18・候補者数26）において党公認の和泉克彦が第18位で当選した[172]。島根県隠岐郡隠岐の島町議会議員選挙（定数16・候補者数17）において、党公認の田中一隆が第13位で当選した[173]。島根県松江市議会議員選挙（定数34・候補者数41）において、党公認の村松利恵が第30位で当選した[174]。県庁所在地の自治体では岩手県盛岡市に続き2例目の議員輩出。同党公認の地方議員は44人となった。
- 4月25日、宮崎県東諸県郡国富町議会議員選挙（定数13・候補者数17）において、党公認の現職橋詰賀代子が第14位で次点落選した[175]。同党公認の地方議員は43人となった。
- 6月1日、奈良県明日香村議会議員選挙（定数9・候補者数9）において、党公認の現職柳谷信子が無投票で再選[176]、同月7月2日、明日香村議会副議長に再任（2022年7月4日まで）。
- 9月12日、宮崎県えびの市議会議員選挙（定数14・候補者数16）において、党公認の現職松窪ミツエが第7位で3選[177]。
- 9月19日、岐阜県海津市議会議員選挙（定数15・候補者数17）において、党公認の現職伊藤久恵が第7位で再選[178]。
- 10月10日、高知県高岡郡佐川町議会議員選挙（定数14・候補者数18）において、党公認の現職宮﨑知惠子が第8位で再選[179]。
- 11月14日、富山県滑川市議会議員選挙（定数15・候補者数18）において、党公認の水橋真治が第13位で当選した[180]。同党公認の地方議員は44人となった。

| 2021年 地方選挙 選挙結果         | 2021年 地方選挙 選挙結果 | 2021年 地方選挙 選挙結果                 | 2021年 地方選挙 選挙結果 | 2021年 地方選挙 選挙結果          | 2021年 地方選挙 選挙結果                                                 |
| 2021年 地方選挙                  | 投開票日                 | 公認候補者名 （太字は当選・※は現職議員） | 定数/候補者数            | 順 位 （太字は当選、△は次点落選） | 補足                                                                     |
| -------------------------------- | ------------------------ | ---------------------------------------- | ------------------------ | --------------------------------- | ------------------------------------------------------------------------ |
| 静岡県菊川市議会議員             | 1月24日                  | 須藤有紀                                 | 17/22                    | 第2位                             |                                                                          |
| 神奈川県高座郡寒川町議会議員     | 2月7日                   | 橋本修一                                 | 18/22                    | 第7位                             | 2017年と2019年（補選）に党公認で立候補し落選したが再々挑戦で当選。       |
| 愛媛県西条市議会議員             | 2月14日                  | 市川みどり                               | 28/33                    | 第28位                            |                                                                          |
| 茨城県北茨城市議会議員           | 3月21日                  | ※柴田キクエ                              | 19/21                    | 第17位                            | 2期目                                                                    |
| 岡山県赤磐市議会議員             | 3月28日                  | 大口道夫                                 | 18/24                    | 第23位                            | 2017年に党公認で立候補するも落選。                                       |
| 広島県廿日市市議会議員           | 3月28日                  | 水野善丈                                 | 28/34                    | 第19位                            | 2017年の第48回衆議院議員総選挙(広島県第2区)党公認候補。                  |
| 長崎県南松浦郡新上五島町議会議員 | 3月28日                  | ※谷口るみ子                              | 16/19                    | 第17位△                           |                                                                          |
| 新潟県糸魚川市議会議員           | 4月18日                  | 和泉克彦                                 | 18/26                    | 第18位                            |                                                                          |
| 島根県松江市議会議員             | 4月18日                  | 村松利恵                                 | 34/41                    | 第30位                            | 2017年に党公認で立候補し落選したが再挑戦で当選。                         |
| 島根県隠岐郡隠岐の島町議会議員   | 4月18日                  | 田中一隆                                 | 16/17                    | 第13位                            | 元隠岐郡都万村助役。2017年に党公認で立候補し次点落選したが再挑戦で当選。 |
| 宮崎県東諸県郡国富町議会議員     | 4月25日                  | ※橋詰賀代子                              | 13/17                    | 第14位△                           |                                                                          |
| 奈良県明日香村議会議員           | 6月1日 （告示日）        | ※柳谷信子                                | 9/9                      | 無投票当選                        | 2期目                                                                    |
| 長崎県北松浦郡佐々町議会議員     | 6月20日                  | 大瀬秀樹                                 | 10/12                    | 第11位△                           | 2017年に党公認で立候補し落選。                                           |
| 宮崎県えびの市議会議員           | 9月12日                  | ※松窪ミツエ                              | 14/16                    | 第7位                             | 3期目                                                                    |
| 岐阜県海津市議会議員             | 9月19日                  | ※伊藤久恵                                | 15/17                    | 第7位                             | 2期目                                                                    |
| 高知県高岡郡佐川町議会議員       | 10月10日                 | ※宮﨑知惠子                              | 14/18                    | 第8位                             | 2期目                                                                    |
| 富山県滑川市議会議員             | 11月14日                 | 水橋真治                                 | 15/18                    | 第13位                            |                                                                          |

### 2022年
- 1月23日、三重県津市議会議員選挙（定数34・候補者数43）において、党公認の長谷川植が第32位で当選した[181]。県庁所在地の自治体では岩手県盛岡市、島根県松江市に続き3例目の議員輩出。同党公認の地方議員は45人となった。
- 2月6日、鹿児島県指宿市議会議員選挙（定数18・候補者数21）において、党公認の松下知恵が第9位で当選した[182]。同党公認の地方議員は46人となった。
- 4月10日、山口県下松市議会議員選挙（定数20・候補者数25）において、党公認の現職山根栄子が第7位で再選[183]。
- 4月24日、栃木県下野市議会議員選挙（定数18・候補者数20）において、党公認の現職石川信夫が第11位で再選[184]。兵庫県たつの市議会議員選挙（定数20・候補者数23）において、党公認の現職和田美奈が第9位で再選[185]。
- 7月5日、鳥取県岩美町議会議員選挙（定数12・候補者数12）において、党公認の現職升井祐子が無投票で再選。
- 12月4日、青森県南津軽郡大鰐町議会議員選挙（定数10・候補者数14）において党公認の現職竹内富士子が再選[186]。

| 2022年 地方選挙 選挙結果     | 2022年 地方選挙 選挙結果 | 2022年 地方選挙 選挙結果                 | 2022年 地方選挙 選挙結果 | 2022年 地方選挙 選挙結果          | 2022年 地方選挙 選挙結果                                           |
| 2022年 地方選挙              | 投開票日                 | 公認候補者名 （太字は当選・※は現職議員） | 定数/候補者数            | 順 位 （太字は当選、△は次点落選） | 補足                                                               |
| ---------------------------- | ------------------------ | ---------------------------------------- | ------------------------ | --------------------------------- | ------------------------------------------------------------------ |
| 三重県津市議会議員           | 1月23日                  | 長谷川植                                 | 34/43                    | 第32位                            | 2018年と2019年（補選）に党公認で立候補し落選したが再々挑戦で当選。 |
| 鹿児島県指宿市議会議員       | 2月6日                   | 松下知恵                                 | 18/21                    | 第9位                             |                                                                    |
| 山口県下松市議会議員         | 4月10日                  | ※山根栄子                                | 20/25                    | 第7位                             | 2期目                                                              |
| 栃木県下野市議会議員         | 4月24日                  | ※石川信夫                                | 18/20                    | 第11位                            | 2期目                                                              |
| 兵庫県たつの市議会議員       | 4月24日                  | ※和田美奈                                | 20/23                    | 第9位                             | 2期目                                                              |
| 千葉県野田市議会議員         | 5月22日                  | 砂坪馨                                   | 28/35                    | 第30位                            |                                                                    |
| 鳥取県岩美郡岩美町議会議員   | 7月5日（告示日）         | ※升井祐子                                | 12/12                    | 無投票当選                        | 2期目                                                              |
| 青森県南津軽郡大鰐町議会議員 | 12月4日                  | ※竹内富士子                              | 10/14                    | 第9位                             | 2期目                                                              |

#### 第26回参議院議員通常選挙（6月22日公示 7月10日投開票）
- 2021年12月24日、第26回参議院議員通常選挙の第一次党公認候補予定者として釈量子党首以下12名（選挙区11名、比例代表1名）を発表した[PR 117][PR 118]。2022年7月10日の投開票の結果、12名全員が落選した。比例区における政党の得票数は14万8020票[13][24]。

### 2023年

#### 第20回統一地方選挙（前半戦4月9日投票日 後半戦4月23日投票日）
前半戦
前半戦については候補者の擁立はなかった。
後半戦結果
公認候補者30人のうち、現職4人と新人4人が落選するも、現職15人（うち1人は選挙に際して入党）、元議員2人、新人5人が当選し、党公認の地方議員は49人となった。
| 2023年統一地方選挙 市町村議会議員選挙 選挙結果 | 2023年統一地方選挙 市町村議会議員選挙 選挙結果 | 2023年統一地方選挙 市町村議会議員選挙 選挙結果 | 2023年統一地方選挙 市町村議会議員選挙 選挙結果 | 2023年統一地方選挙 市町村議会議員選挙 選挙結果                                                                                                | 2023年統一地方選挙 市町村議会議員選挙 選挙結果 |
| 市区町村                                       | 公認候補者名 （太字は当選・※は現職議員）       | 定数/候補者数                                  | 順 位 （太字は当選、△は次点落選）              | 補足 |                                                |
| ---------------------------------------------- | ---------------------------------------------- | ---------------------------------------------- | ---------------------------------------------- | --- | ---------------------------------------------- |
| 北海道厚岸郡浜中町                             | ※小松克也                                      | 10/11                                          | △第11位                                        | |                                                |
| 北海道中川郡幕別町                             | ※小島智恵                                      | 19/19                                          | 無投票当選                                     | 4期目 |                                                |
| 北海道有珠郡壮瞥町                             | 湯浅祥治 （元議員）                            | 9/10                                           | 第9位                                          | 2期目 2010年9月、補欠選挙に無所属で立候補し初当選。2019年、党公認で立候補し次点落選。                                                         |                                                |
| 北海道虻田郡洞爺湖町                           | 石川諭                                         | 12/15                                          | 第11位                                         | 2019年、党公認で立候補し次点落選。 |                                                |
| 青森県八戸市                                   | ※上條幸哉                                      | 28/35                                          | 第14位                                         | 5期目 |                                                |
| 山形県新庄市                                   | ※山科春美                                      | 18/20                                          | 第11位                                         | 2期目 |                                                |
| 茨城県古河市                                   | ※古川一美                                      | 24/31                                          | 第22位                                         | 2期目 |                                                |
| 群馬県桐生市                                   | ※歌代公司                                      | 22/25                                          | 第14位                                         | 2期目 |                                                |
| 群馬県藤岡市                                   | ※小西貴子                                      | 18/20                                          | 第13位                                         | 3期目 |                                                |
| 群馬県安中市                                   | 櫻井喜久江 （元議員）                          | 20/24                                          | 第20位                                         | 2期目 2015年、党推薦無所属で立候補し初当選。2019年、無所属で立候補し落選。                                                                    |                                                |
| 埼玉県東松山市                                 | 佐藤恵一                                       | 21/25                                          | 第16位                                         | 2019年、党公認で立候補し次点落選。 |                                                |
| 埼玉県北足立郡伊奈町                           | ※山野智彦                                      | 16/18                                          | 第16位                                         | 2期目 |                                                |
| 埼玉県入間郡三芳町                             | ※細田三恵                                      | 15/16                                          | 第14位                                         | 3期目 |                                                |
| 千葉県鎌ケ谷市                                 | 山中優宏                                       | 24/26                                          | 第10位                                         | |                                                |
| 長野県塩尻市                                   | 味岡淳二                                       | 18/19                                          | △第19位                                        | 2012年、第46回衆議院議員総選挙に長野県第2区から党公認で立候補し落選。2013年、第23回参議院議員通常選挙に長野県選挙区から党公認で立候補し落選。 |                                                |
| 新潟県新発田市                                 | ※渡邉葉子                                      | 25/32                                          | 第28位                                         | |                                                |
| 愛知県海部郡飛島村                             | ※伊藤豊                                        | 10/10                                          | 無投票当選                                     | 2期目 |                                                |
| 愛知県知多郡阿久比町                           | 竹内啓視                                       | 14/16                                          | 第11位                                         | 2017年10月、補欠選挙に党公認で立候補し落選。2019年、無所属で立候補し次点落選。                                                                |                                                |
| 岐阜県養老郡養老町                             | ※清水由美子                                    | 11/14                                          | 第11位                                         | 2期目 |                                                |
| 滋賀県蒲生郡日野町                             | ※高橋源三郎                                    | 14/16                                          | 第13位                                         | 2期目 2015年、無所属で立候補し落選。2019年、無所属で立候補し初当選。2023年の今回の選挙前に入党。                                              |                                                |
| 兵庫県西宮市                                   | 小田和代                                       | 41/66                                          | 第58位                                         | 2019年、党公認で立候補し落選。 |                                                |
| 兵庫県姫路市                                   | ※江口千洋                                      | 45/63                                          | 第53位                                         | |                                                |
| 和歌山県和歌山市                               | 三木菊美                                       | 38/45                                          | 第41位                                         | 2019年、党公認で立候補し落選。 |                                                |
| 香川県東かがわ市                               | ※宮脇美智子                                    | 16/19                                          | 第7位                                          | 2期目 |                                                |
| 愛媛県新居浜市                                 | 塩崎純子                                       | 26/29                                          | △第27位                                        | |                                                |
| 福岡県糟屋郡新宮町                             | ※濱田幸                                        | 12/14                                          | △第13位                                        | |                                                |
| 佐賀県鹿島市                                   | 釘尾勢津子                                     | 16/17                                          | 第8位                                          | 2019年、党公認で立候補し次点落選。 |                                                |
| 長崎県大村市                                   | ※光山千絵                                      | 25/28                                          | 第21位                                         | 2期目 |                                                |
| 大分県玖珠郡玖珠町                             | ※衛藤和敏                                      | 14/15                                          | 第13位                                         | 2期目 |                                                |
| 宮崎県日南市                                   | ※柿原聡子                                      | 19/19                                          | 無投票当選                                     | 2期目 |                                                |

この他、前回2019年4月の北海道河東郡音更町議会議員選挙（定数20）に党公認で立候補し当選した阿部秀一が今回無所属で立候補し、21人中20位で再選。

#### 地方議会選挙
| 2023年 地方選挙 選挙結果 | 2023年 地方選挙 選挙結果 | 2023年 地方選挙 選挙結果                | 2023年 地方選挙 選挙結果 | 2023年 地方選挙 選挙結果         | 2023年 地方選挙 選挙結果                                         |
| 2023年 地方選挙          | 投開票日                 | 公認候補者名 （太字は当選 ※は現職議員） | 定数/候補者数            | 順 位 （太字は当選 △は次点落選） | 補足                                                             |
| ------------------------ | ------------------------ | --------------------------------------- | ------------------------ | -------------------------------- | ---------------------------------------------------------------- |
| 岩手県紫波郡紫波町       | 6月25日                  | ※髙橋敬子                               | 18/19                    | 第11位                           | 2期目 2013年の第23回参議院議員通常選挙（岩手県選挙区）の公認候補 |
| 埼玉県北葛飾郡杉戸町     | 8月6日                   | 久松祐樹                                | 15/18                    | 第9位                            | 2019年の町議選で落選するも再挑戦で初当選。                       |
| 岩手県盛岡市             | 8月13日                  | ※櫻裕子                                 | 38/50                    | 第12位                           | 4期目                                                            |

- 8月6日、埼玉県北葛飾郡杉戸町議会議員選挙（定数15・候補者数18）において、党公認の久松祐樹が第9位で当選した[190]。党公認の地方議員は50人となった。
- 11月7日、東京都西多摩郡奥多摩町議会議員選挙（定数10・候補者数12）において、前回党公認であった現職森田紀子が無所属で立候補した。党公認の地方議員は49人となった。同12日の投開票の結果森田は12人中6位で再選[191]。

### 2024年

#### 国政選挙
- 9月25日、参議院岩手県選挙区補欠選挙（10月10日告示、同月27日投開票。定数1）に党総務会長の松島弘典を公認候補として擁立することを発表した[192]。10月27日の投開票の結果、5人中4位で落選[193]。
- 10月10日、第50回衆議院議員総選挙について、候補者擁立を見送ることを発表した[194]。

#### 地方議会選挙
- 1月16日、福島県小野町議会議員選挙（定数12・候補者数11）において、党公認の現職會田百合子が無投票で再選。定数12に対し立候補者が11人しかおらず、欠員1となった[195]。
- 2月5日、埼玉県南埼玉郡宮代町議会議員選挙（定数14・候補者数15）において、党公認の元職野原洋子が第10位で返り咲き当選。党公認の地方議員は50人となった[196]。
- 2月11日、岐阜県飛騨市議会議員選挙（定数14・候補者数14）において、党公認の現職小笠原美保子が無投票で再選[197][198]。告示日には定員14人のところ14人の立候補しかなく、小笠原は2期連続無投票当選となった。
- 2月18日、岩手県胆沢郡金ケ崎町議会議員選挙（定数16・候補者数17）において党公認の現職平志乃が第1位で再選[199]。
- 3月24日、茨城県稲敷郡阿見町議会議員選挙（定数18・候補者数22）において党公認の佐々木芳江が第15位で当選した。党公認の地方議員は51人となった[200][201]。
- 5月26日、山口県周南市議会議員選挙（定数30・候補者数40）において党公認の河井美和子が第26位で当選した[202]。党公認の地方議員は52人となった。
- 7月9日、島根県隠岐郡隠岐の島町議会議員の田中一隆（1期）が在任中死去[203]。党公認の地方議員は51人となった。
- 10月27日、山口県光市議会議員選挙（定数18・候補者数22）において党公認の現職早稲田真弓が第15位で再選[204]。鹿児島県薩摩川内市議会議員選挙（定数26・候補者数32）において党公認の元職松澤力が第14位で再選[205]。党公認の地方議員は52人となった。
- 11月17日、山口県防府市議会議員選挙（定数25・候補者数31）において党公認の宮元照美が第17位で当選[206][207]。党公認の地方議員は53人となった。

| 2024年 地方選挙 選挙結果     | 2024年 地方選挙 選挙結果 | 2024年 地方選挙 選挙結果                 | 2024年 地方選挙 選挙結果 | 2024年 地方選挙 選挙結果          | 2024年 地方選挙 選挙結果 |
| 2024年 地方選挙              | 投開票日                 | 公認候補者名 （太字は当選・※は現職議員） | 定数/候補者数            | 順 位 （太字は当選、△は次点落選） | 補足 |
| ---------------------------- | ------------------------ | ---------------------------------------- | ------------------------ | --------------------------------- | --- |
| 福島県田村郡小野町議会議員   | 1月16日（告示日）        | ※會田百合子                              | 12/11                    | 無投票当選                        | 2期目 |
| 埼玉県南埼玉郡宮代町議会議員 | 2月4日                   | 野原洋子 （元議員）                      | 14/15                    | 第10位                            | 2期目。2016年、党公認で立候補し初当選。2020年、党公認で立候補し次点落選。 |
| 岐阜県飛騨市議会議員         | 2月11日（告示日）        | ※小笠原美保子                            | 14/14                    | 無投票当選                        | 2期目 |
| 岩手県胆沢郡金ケ崎町議会議員 | 2月18日                  | ※平志乃                                  | 16/17                    | 第1位                             | 2期連続トップ当選。 |
| 茨城県稲敷郡阿見町議会議員   | 3月24日                  | 佐々木芳江                               | 18/22                    | 第15位                            | 2020年、党公認で立候補し落選。 |
| 山口県周南市議会議員         | 5月26日                  | 河井美和子                               | 30/40                    | 第26位                            | 2009年第45回衆議院議員総選挙（山口2区）、2013年参議院議員補欠選挙（山口県選挙区）、同年第23回参議院議員通常選挙（山口県選挙区）、2014年第47回衆議院議員総選挙（比例中国ブロック）、2016年第24回参議院議員通常選挙（山口県選挙区）、2017年第48回衆議院議員総選挙（山口1区）、2019年第25回参議院議員通常選挙（山口県選挙区）の公認候補。 |
| 山口県光市議会議員           | 10月27日                 | ※早稲田真弓                              | 18/22                    | 第15位                            | 2期目。2016年落選。2020年初当選。 |
| 鹿児島県薩摩川内市議会議員   | 10月27日                 | 松澤力 （元議員）                        | 26/32                    | 第14位                            | 2期目。2016年初当選。2020年薩摩川内市長選挙落選。 |
| 山口県防府市議会議員         | 11月17日                 | 宮元照美                                 | 25/31                    | 第17位                            | 2016年落選。2018年補欠選挙落選。2020年落選。 |

### 2025年

#### 国政選挙
- 6月20日、第27回参議院議員通常選挙への候補者擁立を見送るとの声明[PR 119]を発表した[208]。

#### 地方議会選挙
- 1月26日、静岡県菊川市議会議員選挙（定数17・候補者数19）において、党公認の現職須藤有紀が第3位で再選[209]。
- 2月9日、神奈川県高座郡寒川町議会議員選挙（定数18・候補者数21）において、党公認の現職橋本修一が第5位で再選[210]。
- 3月9日、秋田県鹿角市議会議員選挙（定数18・候補者数24）において、党公認の新人保田直美が第4位で当選した[211]。党公認の地方議員は53人となった。
- 3月23日、茨城県北茨城市議会議員選挙（定数19・候補者数26）において、党公認の現職柴田キクエが第23位で落選[212]。広島県廿日市市議会議員選挙（定数27・候補者数36）において、党公認の現職水野善丈が第6位で再選[213]。党公認の地方議員は52人となった。
- 4月20日、新潟県糸魚川市議会議員選挙（定数18・候補者数21）において、党公認の現職和泉克彦が第10位で再選[214]。島根県松江市議会議員選挙（定数31・候補者数37）において、党公認の現職村松利恵が第15位で再選[215]。
- 4月27日、岐阜県海津市議会議員選挙（定数15・候補者数18）において、党公認の現職伊藤久恵が第10位で3選[216]。
- 5月27日、奈良県高市郡明日香村議会議員選挙（定数9・候補者数9）において、党公認の現職柳谷信子が無投票で3選[217][218]。

| 2025年 地方選挙 選挙結果     | 2025年 地方選挙 選挙結果 | 2025年 地方選挙 選挙結果                 | 2025年 地方選挙 選挙結果 | 2025年 地方選挙 選挙結果          | 2025年 地方選挙 選挙結果 |
| 2025年 地方選挙              | 投開票日                 | 公認候補者名 （太字は当選・※は現職議員） | 定数/候補者数            | 順 位 （太字は当選、△は次点落選） | 補足                     |
| ---------------------------- | ------------------------ | ---------------------------------------- | ------------------------ | --------------------------------- | ------------------------ |
| 静岡県菊川市議会議員         | 1月26日                  | ※須藤有紀                                | 17/19                    | 第3位                             | 2期目                    |
| 神奈川県高座郡寒川町議会議員 | 2月9日                   | ※橋本修一                                | 18/21                    | 第5位                             | 2期目                    |
| 愛媛県西条市議会議員         | 2月16日                  | ※市川みどり                              | 28/38                    | 第30位                            |                          |
| 秋田県鹿角市議会議員         | 3月9日                   | 保田直美                                 | 18/24                    | 第4位                             |                          |
| 茨城県北茨城市議会議員       | 3月23日                  | ※柴田キクエ                              | 19/26                    | 第23位                            |                          |
| 広島県廿日市市議会議員       | 3月23日                  | ※水野善丈                                | 27/36                    | 第6位                             | 2期目                    |
| 新潟県糸魚川市議会議員       | 4月20日                  | ※和泉克彦                                | 18/21                    | 第10位                            | 2期目                    |
| 島根県松江市議会議員         | 4月20日                  | ※村松利恵                                | 31/37                    | 第15位                            | 2期目                    |
| 岐阜県海津市議会議員         | 4月27日                  | ※伊藤久恵                                | 15/18                    | 第10位                            | 3期目                    |
| 奈良県明日香村議会議員       | 5月27日 （告示日）       | ※柳谷信子                                | 9/9                      | 無投票当選                        | 3期目                    |

## 役職

### 党役員
2023年7月15日以降の党役員は以下のとおりである。
| 役職                       | 氏名       | 備考                                 |
| -------------------------- | ---------- | ------------------------------------ |
| 党首                       | 釈量子     |                                      |
| 幹事長（兼）選挙対策委員長 | 江夏正敏   | 党小さな政府・安い税金推進本部本部長 |
| 総務会長（兼）研修局長     | 松島弘典   |                                      |
| 政務調査会長               | 里村英一   |                                      |
| 財務局長                   | 七海ひろこ |                                      |
| 広報本部長                 | 中家康之   |                                      |
| 政務調査会長代理           | 小川佳世子 |                                      |
| 広報本部長補佐             | 畠山元太朗 |                                      |
| 総務担当局長               | 齋藤忠彦   |                                      |

### 歴代総裁・党首一覧

#### 総裁
| 期 | - | 氏名     | 就任日         | 退任日         | 備考                                           |
| -- | - | -------- | -------------- | -------------- | ---------------------------------------------- |
| 1  |   | 大川隆法 | 2009年7月22日  | 2009年9月12日  |                                                |
| -  | - | (空席)   | 2009年9月12日  | 2012年12月27日 |                                                |
| 2  |   | 大川隆法 | 2012年12月27日 | 2023年3月2日   | 死去 ただし、2025年5月現在もHPには記載がある。 |

#### 党首
| 期 | - | 氏名         | 就任日         | 退任日         | 備考 |
| -- | - | ------------ | -------------- | -------------- | ---- |
| 1  |   | 饗庭直道     | 2009年5月23日  | 2009年6月4日   |      |
| 2  |   | 大川きょう子 | 2009年6月4日   | 2009年7月29日  |      |
| -  | - | (空席)       | 2009年7月29日  | 2009年9月2日   |      |
| 3  |   | 本地川瑞祥   | 2009年9月2日   | 2009年9月12日  |      |
| 4  |   | 木村智重     | 2009年9月12日  | 2010年4月15日  |      |
| 5  |   | 小林早賢     | 2010年4月15日  | 2010年4月21日  |      |
| 6  |   | 石川悦男     | 2010年4月21日  | 2010年7月20日  |      |
| 7  |   | 立木秀学     | 2010年7月20日  | 2012年12月27日 |      |
| 8  |   | 矢内筆勝     | 2012年12月27日 | 2013年7月24日  |      |
| 9  |   | 釈量子       | 2013年7月24日  | （現職）       |      |

### 歴代の役員表
| 総裁         | 党首     | 特別代表     | 幹事長          | 総務会長 | 政務調査 会長 | 選挙対策 委員長 | 就任年月       |
| ------------ | -------- | ------------ | --------------- | -------- | ------------- | --------------- | -------------- |
|              | 饗庭直道 |              | 佐藤直史        | 林雅敏   | 黒川白雲      | 石川悦男        | 2009年5月23日  |
| 大川きょう子 | 小林早賢 | 2009年6月4日 |                 | 林雅敏   | 黒川白雲      | 石川悦男        |                |
| 大川きょう子 | 小林早賢 | 大川隆法     | 2009年7月22日   | 林雅敏   | 黒川白雲      | 石川悦男        |                |
| （空席）     | 小林早賢 | 大川隆法     | ドクター ・中松 | 林雅敏   | 黒川白雲      | 坂口頼邦        | 2009年7月29日  |
| 本地川瑞祥   | 小林早賢 | 大川隆法     | ドクター ・中松 | 林雅敏   | 黒川白雲      | 坂口頼邦        | 2009年9月2日   |
| （空席）     | 木村智重 | 林雅敏       | ドクター ・中松 | 矢内筆勝 | 黒川白雲      | 佐藤直史        | 2009年9月12日  |
| （空席）     | 小林早賢 | 林雅敏       | ドクター ・中松 | 矢内筆勝 | 黒川白雲      | 佐藤直史        | 2010年4月15日  |
| （空席）     | 石川悦男 | 林雅敏       | ドクター ・中松 | 矢内筆勝 | 黒川白雲      | 佐藤直史        | 2010年4月21日  |
| （空席）     | 立木秀学 | 林雅敏       | ドクター ・中松 | 矢内筆勝 | 黒川白雲      | 松島弘典        | 2010年7月20日  |
| （空席）     | 立木秀学 | 松島弘典     | ドクター ・中松 | 林雅敏   | 黒川白雲      | 松島弘典        | 2010年8月6日   |
| （空席）     | 立木秀学 | 松島弘典     | （廃止）        | 林雅敏   | 黒川白雲      | 松島弘典        | 2011年2月28日  |
| 大川隆法     | 矢内筆勝 | 江夏正敏     | （廃止）        | 加藤文康 | 黒川白雲      | 江夏正敏        | 2012年12月27日 |
| 大川隆法     | 釈量子   | 加藤文康     | （廃止）        | 江夏正敏 | 黒川白雲      | （空席）        | 2013年7月24日  |
| 大川隆法     | 釈量子   | 加藤文康     | （廃止）        | 矢内筆勝 | 江夏正敏      | （空席）        | 2013年9月27日  |
| 大川隆法     | 釈量子   | 松島弘典     | （廃止）        | 矢内筆勝 | 江夏正敏      | （空席）        | 2016年7月13日  |
| 大川隆法     | 釈量子   | 松島弘典     | （廃止）        | 矢内筆勝 | 江夏正敏      | 松島弘典        | 2016年9月13日  |
| 大川隆法     | 釈量子   | 江夏正敏     | （廃止）        | 松島弘典 | 江夏正敏      | 江夏正敏        | 2019年7月27日  |
| 大川隆法     | 釈量子   | 江夏正敏     | （廃止）        | 松島弘典 | 里村英一      | 國領豊太        | 2020年7月17日  |
| 大川隆法     | 釈量子   | 江夏正敏     | （廃止）        | 松島弘典 | 里村英一      | 江夏正敏        | 2021年8月3日   |
| (空席)       | 釈量子   | 江夏正敏     | （廃止）        | 松島弘典 | 里村英一      | 江夏正敏        | 2023年3月2日   |

## 党勢の推移

### 衆議院
| 選挙               | 当選/候補者 | 定数 | 得票数（得票率）  | 得票数（得票率） | 備考                   |
| 選挙               | 当選/候補者 | 定数 | 選挙区            | 比例代表         | 備考                   |
| ------------------ | ----------- | ---- | ----------------- | ---------------- | ---------------------- |
| （結党時）         | 0/-         | 480  |                   |                  |                        |
| 2009年第45回総選挙 | 0/337       | 480  | 1,067,357 (1.51%) | 459,387 (0.65%)  |                        |
| 2012年第46回総選挙 | 0/62        | 480  | 102,634 (0.17%)   | 216,150 (0.36%)  |                        |
| 2014年第47回総選挙 | 0/42        | 475  | -                 | 260,111 (0.49%)  | 比例代表のみ候補者擁立 |
| 2017年第48回総選挙 | 0/76        | 465  | 159,171 (0.29%)   | 292,084 (0.52%)  |                        |
| 2021年第49回総選挙 | 0/0         | 465  | -                 | -                | 候補者擁立なし         |
| 2024年第50回総選挙 | 0/0         | 465  | -                 | -                | 候補者擁立なし         |

### 参議院
| 選挙                 | 当選/候補者 | 非改選 | 定数 | 得票数（得票率）  | 得票数（得票率）  | 備考             |
| 選挙                 | 当選/候補者 | 非改選 | 定数 | 選挙区            | 比例代表          | 備考             |
| -------------------- | ----------- | ------ | ---- | ----------------- | ----------------- | ---------------- |
| （結党時）           | 0/-         |        | 242  |                   |                   | 入党+1(大江康弘) |
| 2010年第22回通常選挙 | 0/24        | 1      | 242  | 291,810 （0.50%） | 229,026 （0.39%） | 離党-1           |
| 2013年第23回通常選挙 | 0/50        | 0      | 242  | 606,692 （1.14%） | 191,644 （0.36%） |                  |
| 2016年第24回通常選挙 | 0/47        | 0      | 242  | 963,585 （1.70%） | 366,815 （0.65%） |                  |
| 2019年第25回通常選挙 | 0/12        | 0      | 245  | 187,491 （0.37%） | 202,278 （0.40%） |                  |
| 2022年第26回通常選挙 | 0/12        | 0      | 248  | 134,718 （0.25%） | 148,020 （0.28%） |                  |
| 2025年第27回通常選挙 | 0/0         | 0      | 248  | -                 | -                 | 候補者擁立なし   |

### 所属国会議員
現在なし。

## 地方政治
- 地方議員：52人（2025年4月28日現在）
  - 都道府県議会：0人
  - 市区町村議会：52人[PR 137]

| 市区町村議会議員（52名）                      | 市区町村議会議員（52名）                                                | 市区町村議会議員（52名）                      | 市区町村議会議員（52名）                      | 市区町村議会議員（52名）                                                        | 市区町村議会議員（52名）                      | 市区町村議会議員（52名）                                                                      |
| --------------------------------------------- | ----------------------------------------------------------------------- | --------------------------------------------- | --------------------------------------------- | ------------------------------------------------------------------------------- | --------------------------------------------- | --------------------------------------------------------------------------------------------- |
| 小島智恵 （北海道中川郡幕別町） （当選4回）   | 湯浅祥治 （北海道有珠郡壮瞥町） （当選2回）                             | 石川諭 （北海道虻田郡洞爺湖町） （当選1回）   | 上條幸哉 （青森県八戸市） （当選5回）         | 竹内富士子 （青森県南津軽郡大鰐町） （当選2回）                                 | 櫻裕子 （岩手県盛岡市） （当選4回）           | 髙橋敬子 （岩手県紫波郡紫波町） （当選2回）                                                   |
| 平志乃 （岩手県胆沢郡金ケ崎町） （当選2回）   | 保田直美 （秋田県鹿角市） （当選1回）                                   | 山科春美 （山形県新庄市） （当選2回）         | 會田百合子 （福島県田村郡小野町） （当選2回） | 古川一美 （茨城県古河市） （当選2回）党日台友好議員連盟会長。                   | 佐々木芳江 （茨城県稲敷郡阿見町） （当選1回） | 石川信夫 （栃木県下野市） （当選2回）党全国地方議員団団長。                                   |
| 歌代公司 （群馬県桐生市） （当選2回）         | 小西貴子 （群馬県藤岡市） （当選3回）                                   | 櫻井喜久江 （群馬県安中市） （当選2回）       | 佐藤恵一 （埼玉県東松山市） （当選1回）       | 山野智彦 （埼玉県北足立郡伊奈町） （当選2回）党日台友好議員連盟事務局長。       | 細田三恵 （埼玉県入間郡三芳町） （当選3回）   | 野原洋子 （埼玉県南埼玉郡宮代町） （当選2回）党宗教的な視点からLGBT問題を考える連絡会議代表。 |
| 久松祐樹 （埼玉県北葛飾郡杉戸町） （当選1回） | 山中優宏 （千葉県鎌ケ谷市） （当選1回）                                 | 橋本修一 （神奈川県高座郡寒川町） （当選2回） | 和泉克彦 （新潟県糸魚川市） （当選2回）       | 水橋真治 （富山県滑川市） （当選1回）                                           | 須藤有紀 （静岡県菊川市） （当選2回）         | 伊藤豊 （愛知県海部郡飛島村） （当選2回）                                                     |
| 竹内啓視 （愛知県知多郡阿久比町） （当選1回） | 伊藤久恵 （岐阜県海津市） （当選3回）                                   | 小笠原美保子 （岐阜県飛騨市） （当選2回）     | 清水由美子 （岐阜県養老郡養老町） （当選2回） | 長谷川植 （三重県津市） （当選1回）                                             | 高橋源三郎 （滋賀県蒲生郡日野町） （当選2回） | 柳谷信子 （奈良県高市郡明日香村） （当選3回）元村議会副議長。                                 |
| 和田美奈 （兵庫県たつの市） （当選2回）       | 水野善丈 （広島県廿日市市） （当選2回）                                 | 早稲田真弓 （山口県光市） （当選2回）         | 山根栄子 （山口県下松市） （当選2回）         | 河井美和子 （山口県周南市） （当選1回）党小さな政府・安い税金推進議員連盟代表。 | 宮元照美 （山口県防府市） （当選1回）         | 升井祐子 （鳥取県岩美郡岩美町） （当選2回）                                                   |
| 村松利恵 （島根県松江市） （当選2回）         | 宮脇美智子 （香川県東かがわ市） （当選2回）                             | 宮﨑知惠子 （高知県高岡郡佐川町） （当選2回） | 釘尾勢津子 （佐賀県鹿島市） （当選1回）       | 光山千絵 （長崎県大村市） （当選2回）                                           | 衛藤和敏 （大分県玖珠郡玖珠町） （当選2回）   | 柿原聡子 （宮崎県日南市） （当選2回）                                                         |
| 松窪ミツエ （宮崎県えびの市） （当選3回）     | 松澤力 （鹿児島県薩摩川内市） （当選2回）党原子力発電推進議員連盟代表。 | 松下知恵 （鹿児島県指宿市） （当選1回）       |                                               |                                                                                 |                                               |                                                                                               |

### 議会内での活動
- 2024年現在、幸福実現党所属議員が2人以上いる議会はない。議会内に会派制がある場合、幸福実現党所属議員は無会派及び「幸福実現党」等を称する1人会派を届け出て活動している事例と、自由民主党等保守系の会派に参加して活動している事例が見られたが、2019年4月の第19回統一地方選挙で当選した地方議員から無党派系などの議員の会派に参加する事例も出ている。

### 政党収入額および員数
政治資金収支報告書に基づく各年の収入額（前年からの繰越額を除く）、および員数（党費納入者数）は以下のとおりである。
| 年     | 収入額（円）   | 員数（人） | 備考    |
| ------ | -------------- | ---------- | ------- |
| 2009年 | 10,800,919,445 | 13,267     | [ 220 ] |
| 2010年 | 1,623,439,634  | 12,292     | [ 221 ] |
| 2011年 | 1,163,960,732  | 9,862      | [ 222 ] |
| 2012年 | 2,360,447,981  | 11,331     | [ 223 ] |
| 2013年 | 1,818,050,078  | 11,641     | [ 224 ] |
| 2014年 | 1,231,868,226  | 15,636     | [ 225 ] |
| 2015年 | 2,493,687,572  | 17,396     | [ 226 ] |
| 2016年 | 2,870,381,639  | 203,509    | [ 227 ] |
| 2017年 | 2,214,072,247  | 211,259    | [ 228 ] |
| 2018年 | 1,179,599,353  | 211,531    | [ 229 ] |
| 2019年 | 1,300,349,264  | 212,118    | [ 230 ] |
| 2020年 | 857,993,475    | 217,003    | [ 231 ] |
| 2021年 | 1,171,981,353  | 223,940    | [ 2 ]   |